# Monuments et lieux touristiques de Troyes
Cet article présente les monuments et lieux touristiques et historiques de la ville de Troyes, préfecture du département de l'Aube.

## Hôtels

### Hôtel de ville

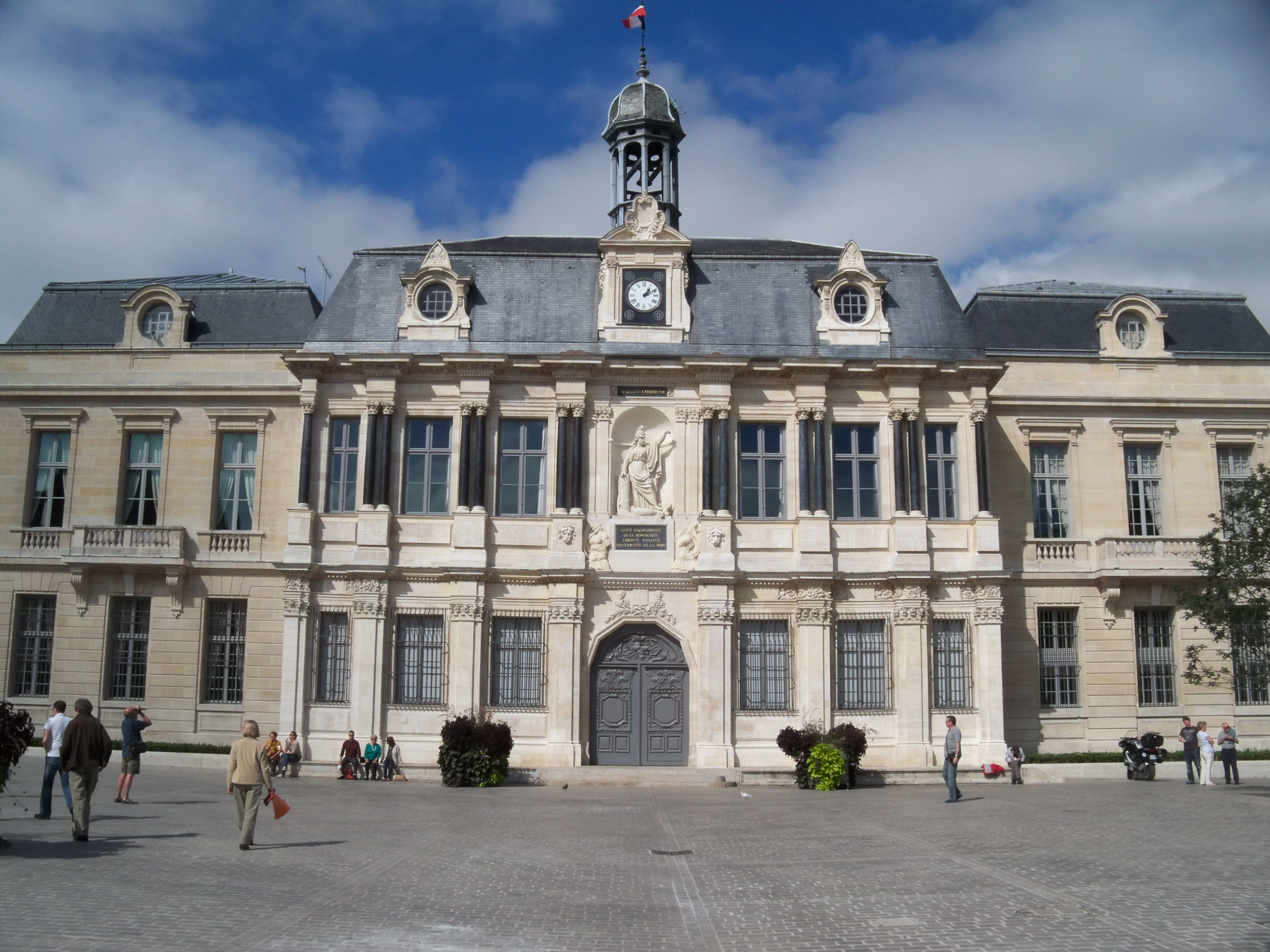
L'hôtel de ville

Style Louis XIII, datant du XVIIe siècle. Cet hôtel de ville a été construit de 1624 à 1672. Sa construction a commencé en 1624 sur les plans du maître-maçon parisien Louis Noblet après autorisation du roi mais s'est rapidement arrêtée par faute de moyens financiers. Elle est reprise en 1670  par Pierre Cottard et s'est terminée en 1672. Pierre Cottard a respecté les plans de la façade de Louis Noblet en réduisant l'édifice à la demande des édiles mais a réalisé un toit avec des combles à la Mansart (brisis et terrassons). En 1687, la niche de la façade a reçu une statue représentant Louis XIV foulant aux pieds l'hydre de l'hérésie de François Mignot, artiste local. Elle a été détruite en 1793 et remplacée en 1795 par une statue représentant la Liberté foulant aux pieds l'hydre du despotisme. La statue s'appuyait sur un faisceau de licteur et était coiffée d'un bonnet phrygien qui ont été supprimés sous Napoléon Ier. La statue représentait alors la France. Nouveau changement pendant la Restauration où elle est remplacée par une Minerve casquée. Classé depuis 1932 à l'inventaire des monuments historiques, sa statue de "Minerve casquée" est l'un des rares à avoir conservé sur son porche la devise révolutionnaire dans sa forme initiale : Unité Indivisibilité de la République - Liberté, égalité, fraternité, ou la mort. La grande salle du conseil municipal a été conçu par Voyer Gauthier.

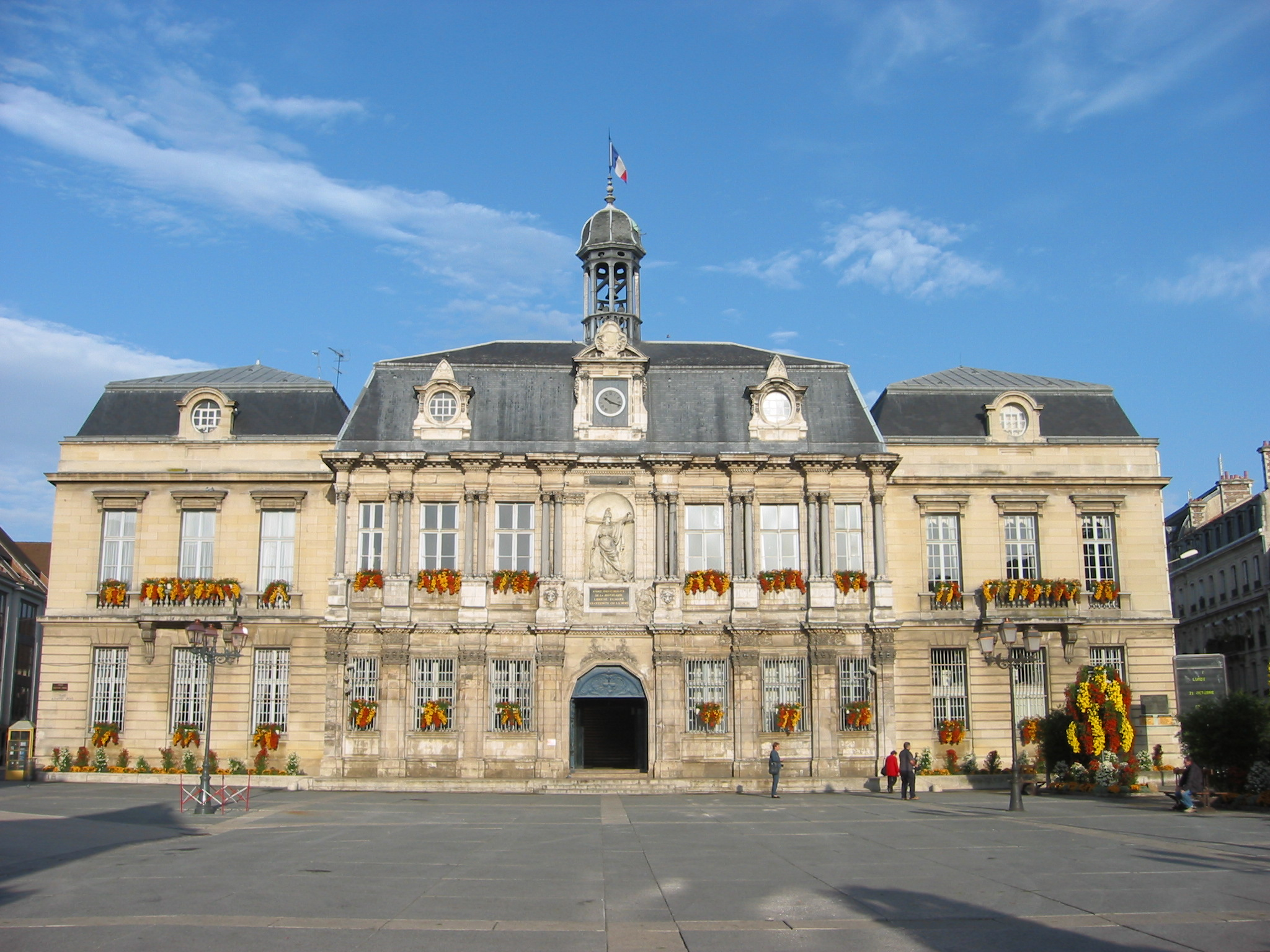
La façade de l'hôtel en 2005
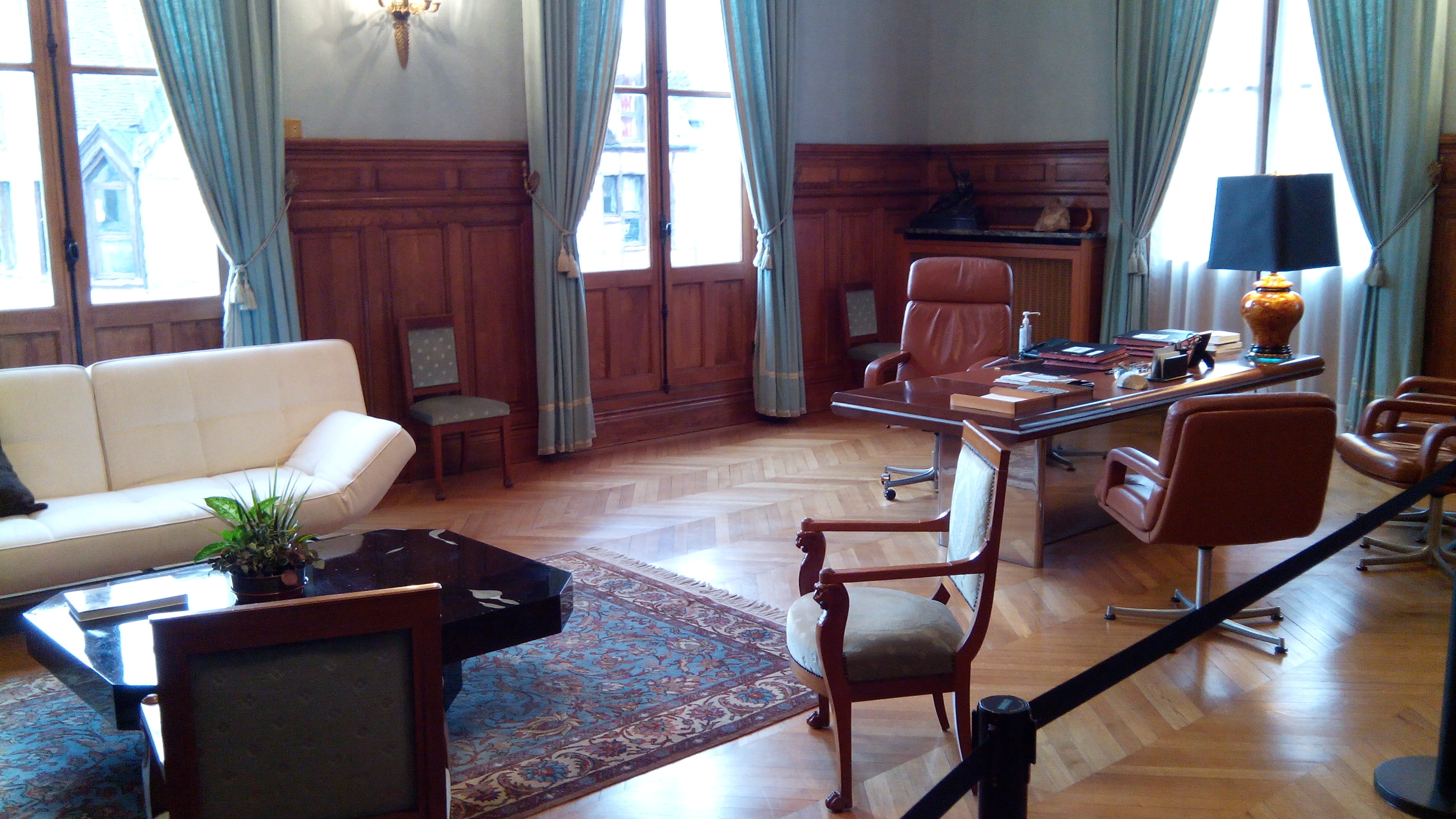
Le bureau du maire
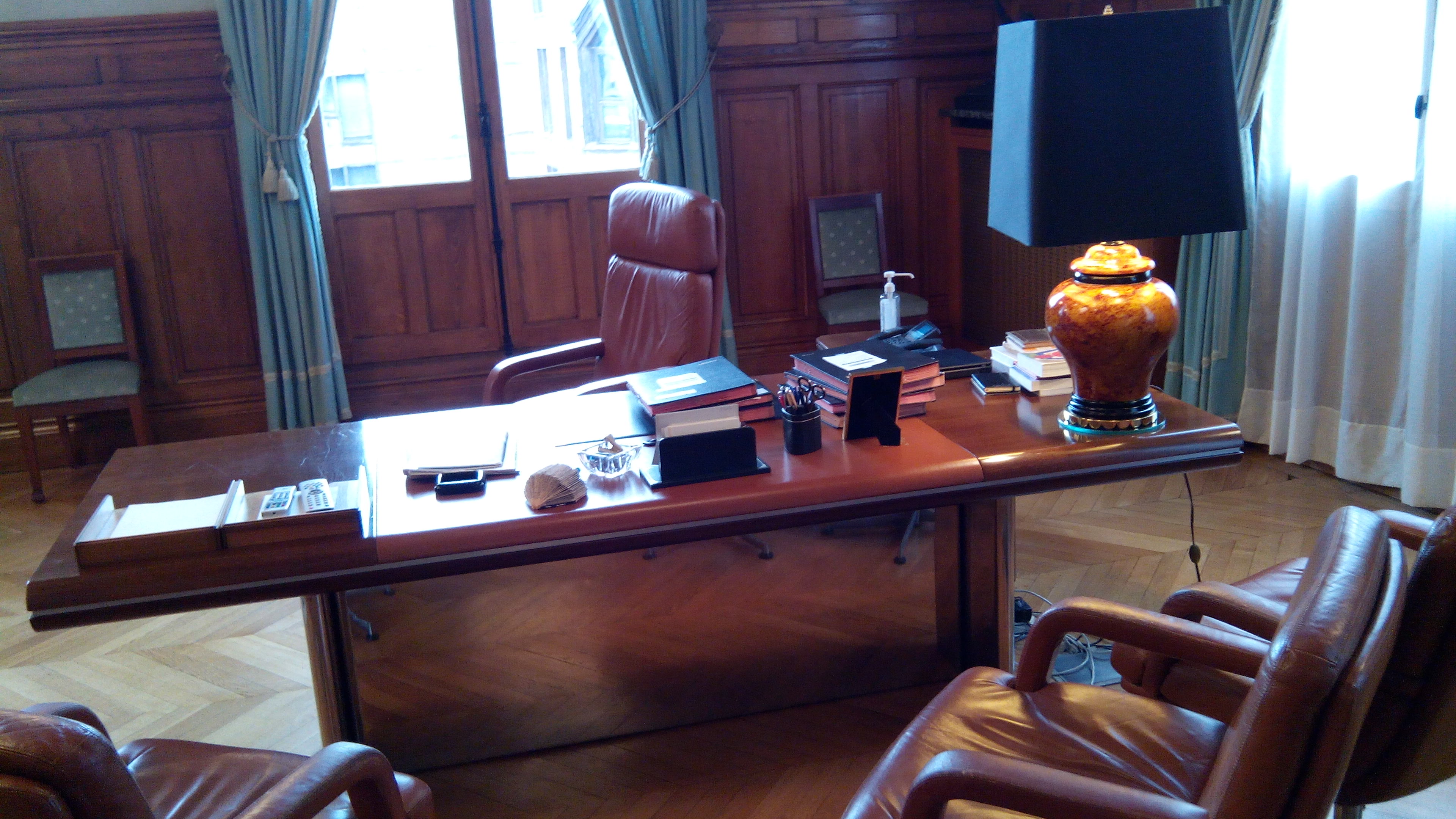
Le bureau du maire

### Hôtel de préfecture de l'Aube
Cet hôtel est construit dans la deuxième moitié du XIXe siècle et est inscrit au titre des monuments historiques le 1er décembre 1988.

### Hôtel du Lion noir

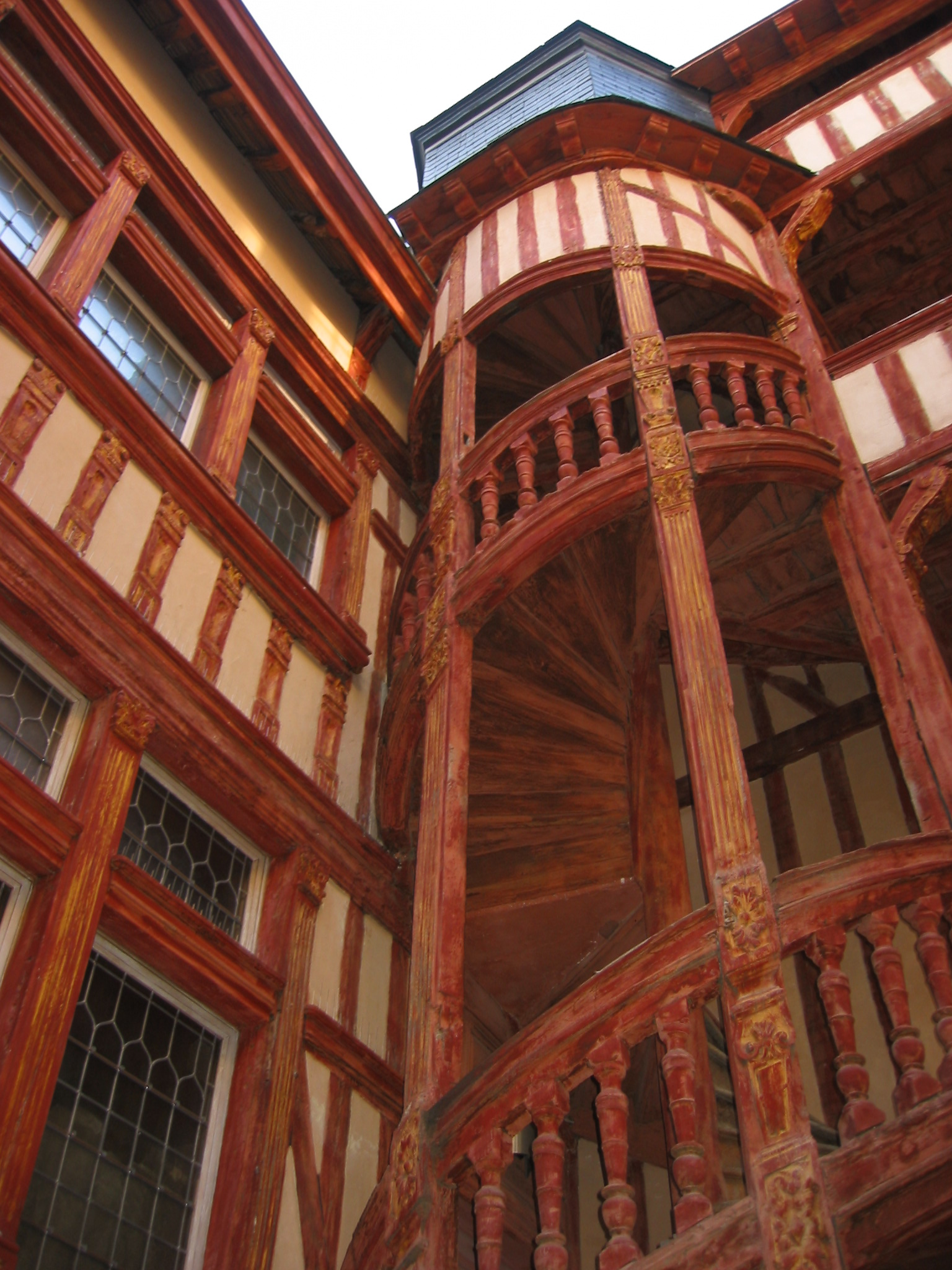
L'hôtel du Lion noir

Décoration de la façade typique de la deuxième renaissance. Escalier en colimaçon en bois très rare. La plupart de ce type sont faits en pierre à cette époque. Il a appartenu à la famille Huez. Située rue Émile Zola, elle est inscrite sur la seconde liste de patrimoine mondial.
(XVIe siècle).

### Hôtel de Marisy
Cet hôtel a été construit entre 1528 et 1531 par le maire de Troyes Claude de Marisy. Classé parmi les monuments historiques depuis 1992.

### Hôtel de Mauroy
Ce bâtiment est construit vers 1550 par Jean de Mauroy, Seigneur de Colasverdey et est classé monument historique en 1862.

### Hôtel-Dieu-le-Comte

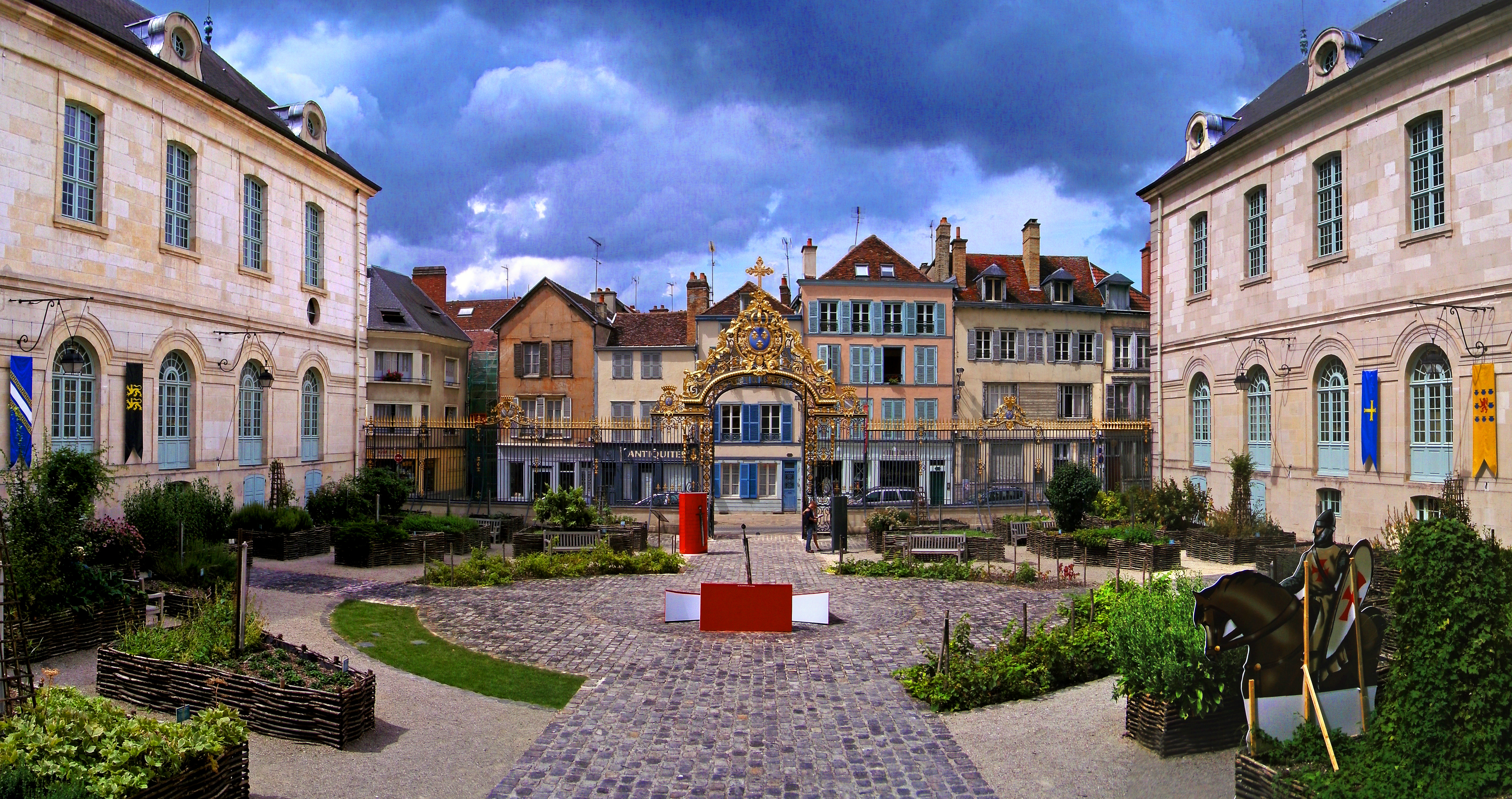
Sa grille et sa cour,
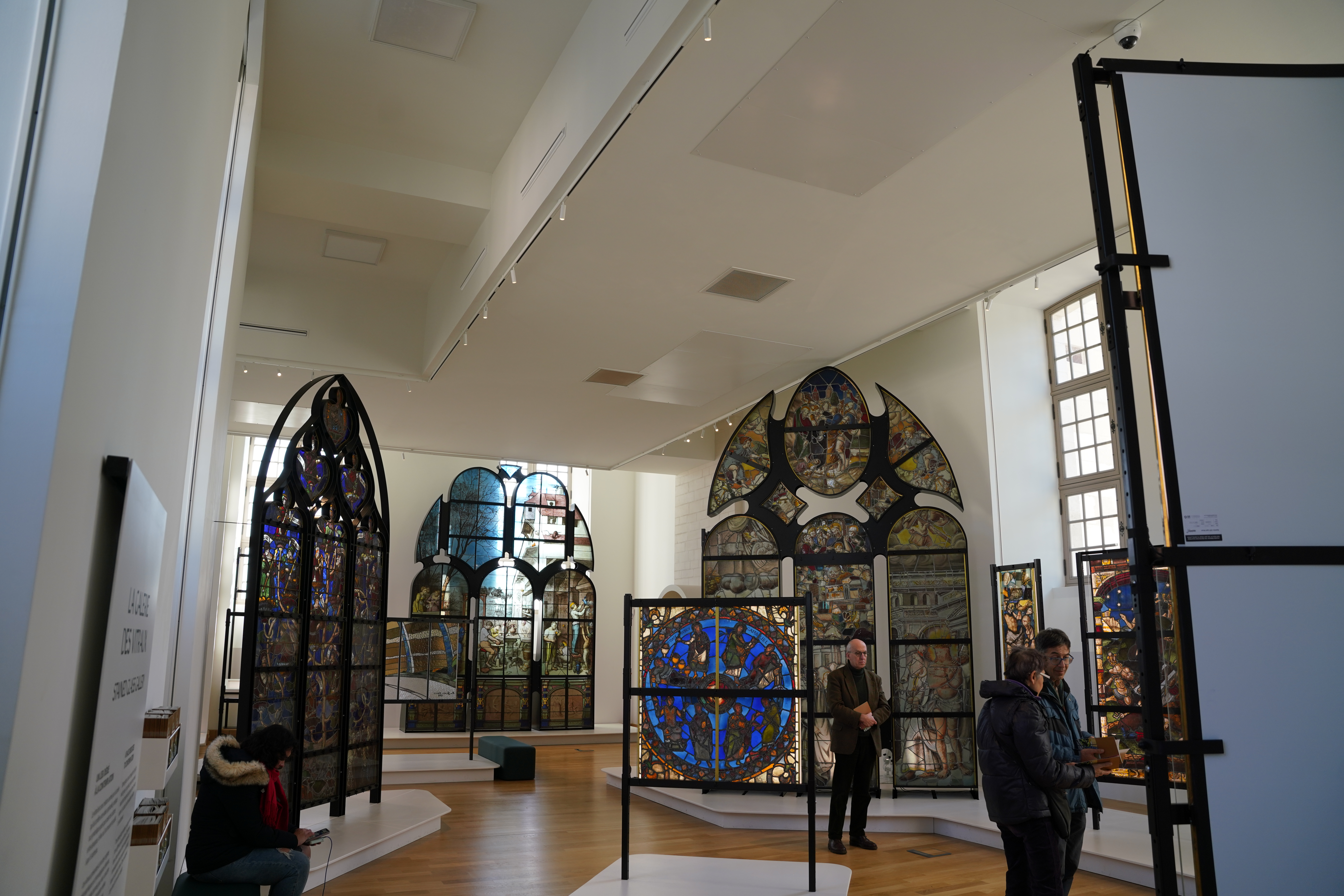
la Cité du vitrail,
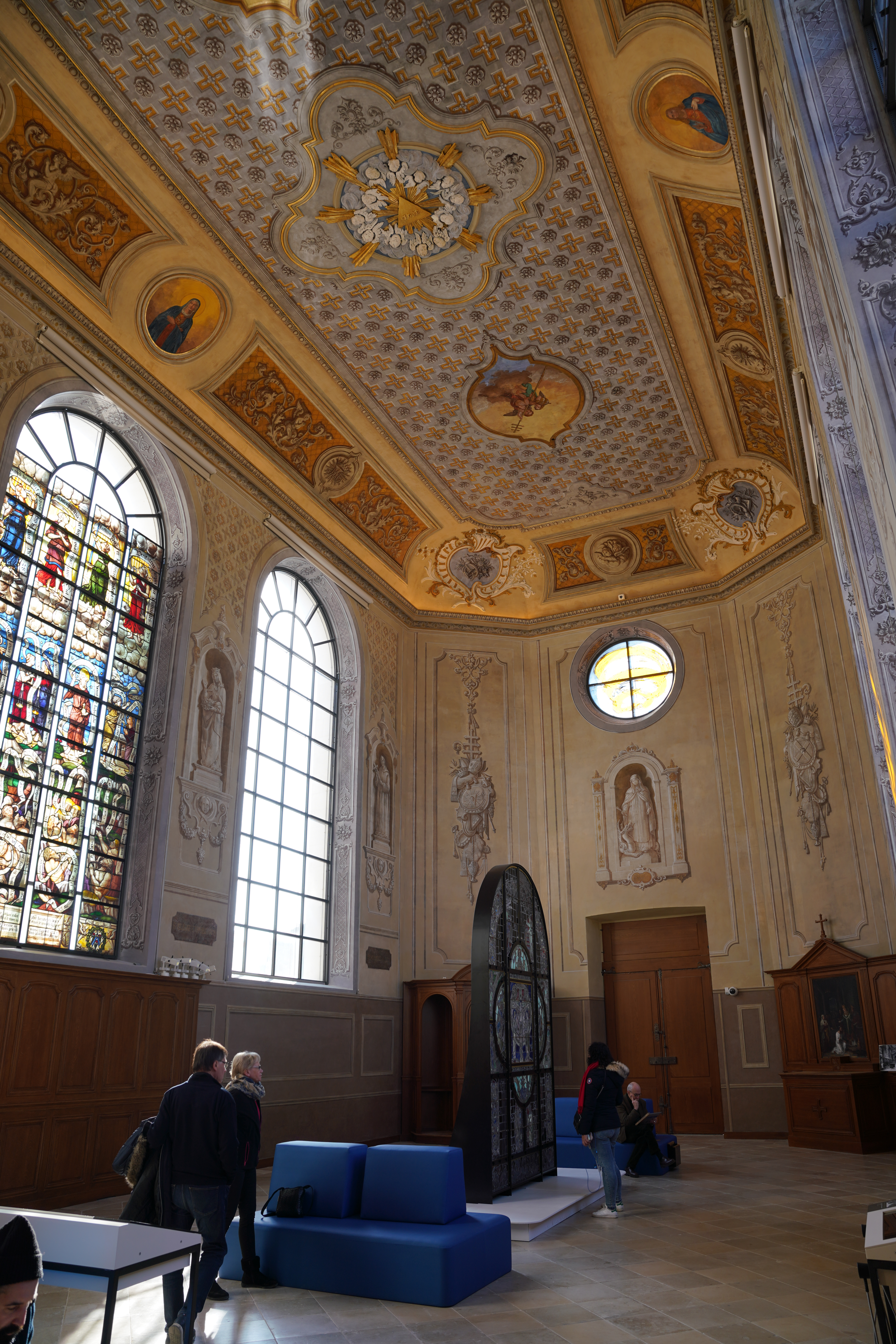
sa chapelle.

Cet hôtel est fondé par le comte Henri Ier de Champagne. Il fut dirigé par les religieuses de l'ordre de Saint-Augustin jusqu'à la Révolution française. Depuis 1992, il abrite le centre universitaire de Troyes, le musée du vitrail et le musée de l'apothicairerie.

### Hôtel des Angoiselles
Il est aussi connu comme Maison des Gandelus du nom d'une famille venant d'Italie pour les foires et qui s'est installée en ville en 1256. Maison en appareil champenois pour le rez-de-chaussée porte une tourelle sur son toit.

### Hôtel de Vauluisant

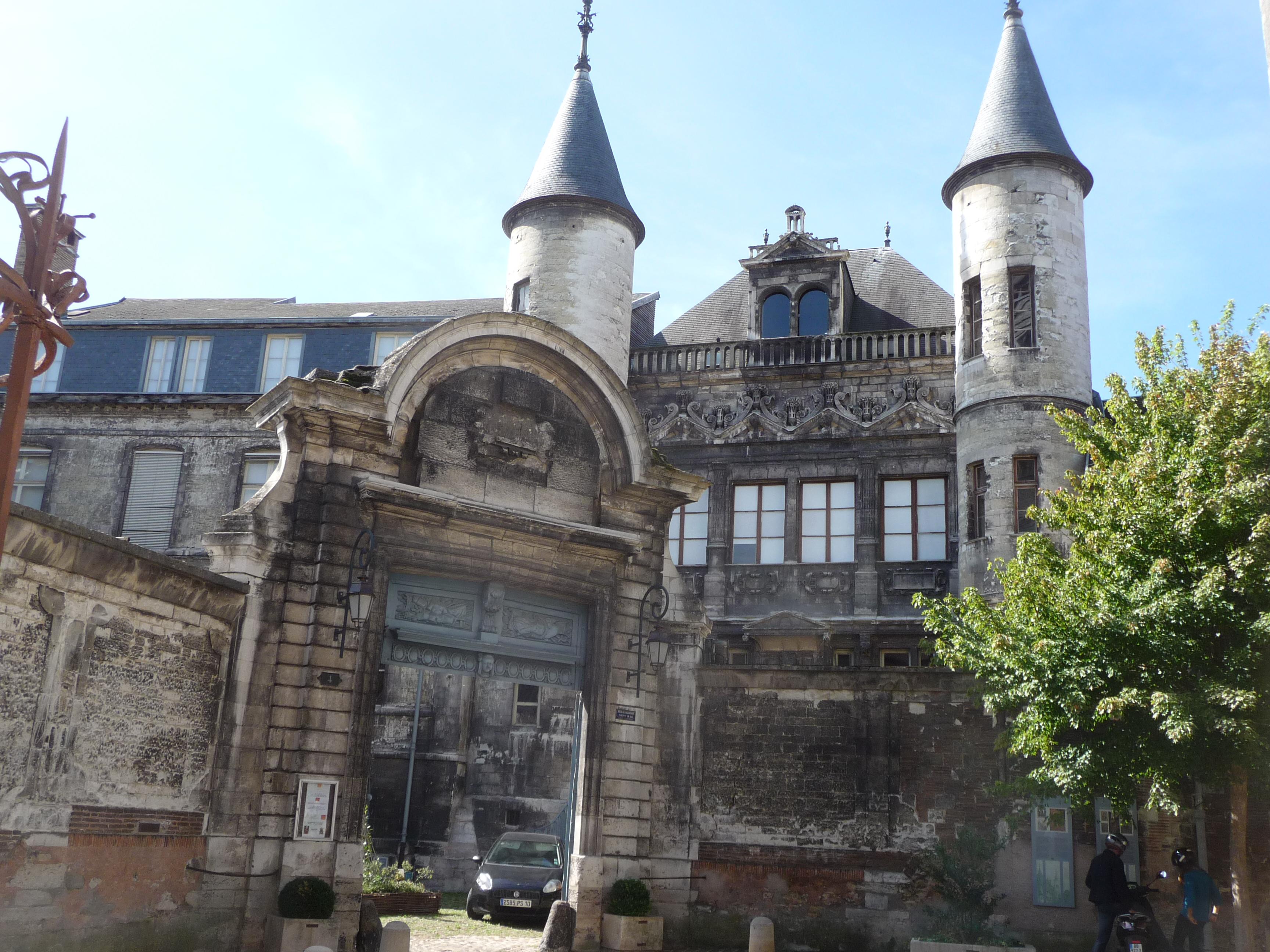
L'entrée du musée.

L'hôtel de Vauluisant accueille actuellement le musée de la bonneterie et se trouve dans la rue éponyme.

### Hôtel de Chapelaines
Construit en 1535 par Nicolas Largentier, en remplacement de l'hôtel de Clairvaux, elle appartenait autrefois à une grande famille troyenne, le petit-fils devint adjudicataire des fermes de France et propriétaire du château de Chapelaine à Vassimont. Le roi Louis XIII s'y arrêta lors de son passage à Troyes en 1629, en 1814 l'empereur d'Autriche fit de même. Cet édifice possède de nombreuses fenêtres sculptées et une balustrade de style renaissance.

### Hôtel d'Autruy
Le bâtiment est édifié durant vers les années 1560. La provenance de ce nom vient de deux anciens maires de la ville : Jean d'Autruy, élu en 1592 et Vincent d'Autruy, élu en 1644. De nombreux blasons ornent cet hôtel.

### Hôtel du Moïse
Situé à l'angle des rues Charbonnet et Paillot de Montabert, cet hôtel en appareillage champenois, alternance de briques rouge et de calcaire. Il date de 1533 pour remplacer des maisons brulées par le grand incendie de 1524. Rénové, il présente une statue de Moïse re-sculptée en 2001 par Christophe Thomas, un nouveau puits dans la cour provenant de l'hôtel de justice pour remplacer celui détruit en 1826. Il y a aussi un cadran solaire dans la cour.

### Hôtel de l'Élection
Hôtel particulier du XVIe siècle à pan de bois de la rue de la Monnaie.

### Hôtel du Petit Louvre
De style Renaissance, l'hôtel appartenait à l'évêque Henri II de Poitiers dans lequel il trouva la mort. Inscrit parmi les monuments historiques depuis 1986.

### Hôtel Camusat
Il abrite actuellement la Chambre de commerce de Troyes, 10 rue Audriffred.

### Hôtel de l'Arquebuse
Hôtel de l'Arquebuse, abritait la compagnie des buttes ou des arquebusiers, 43 rue de la Planche-Clément et possédait des vitraux de Linard Gonthier.

## Édifice religieux

### Cathédrale Saint-Pierre-et-Saint-Paul

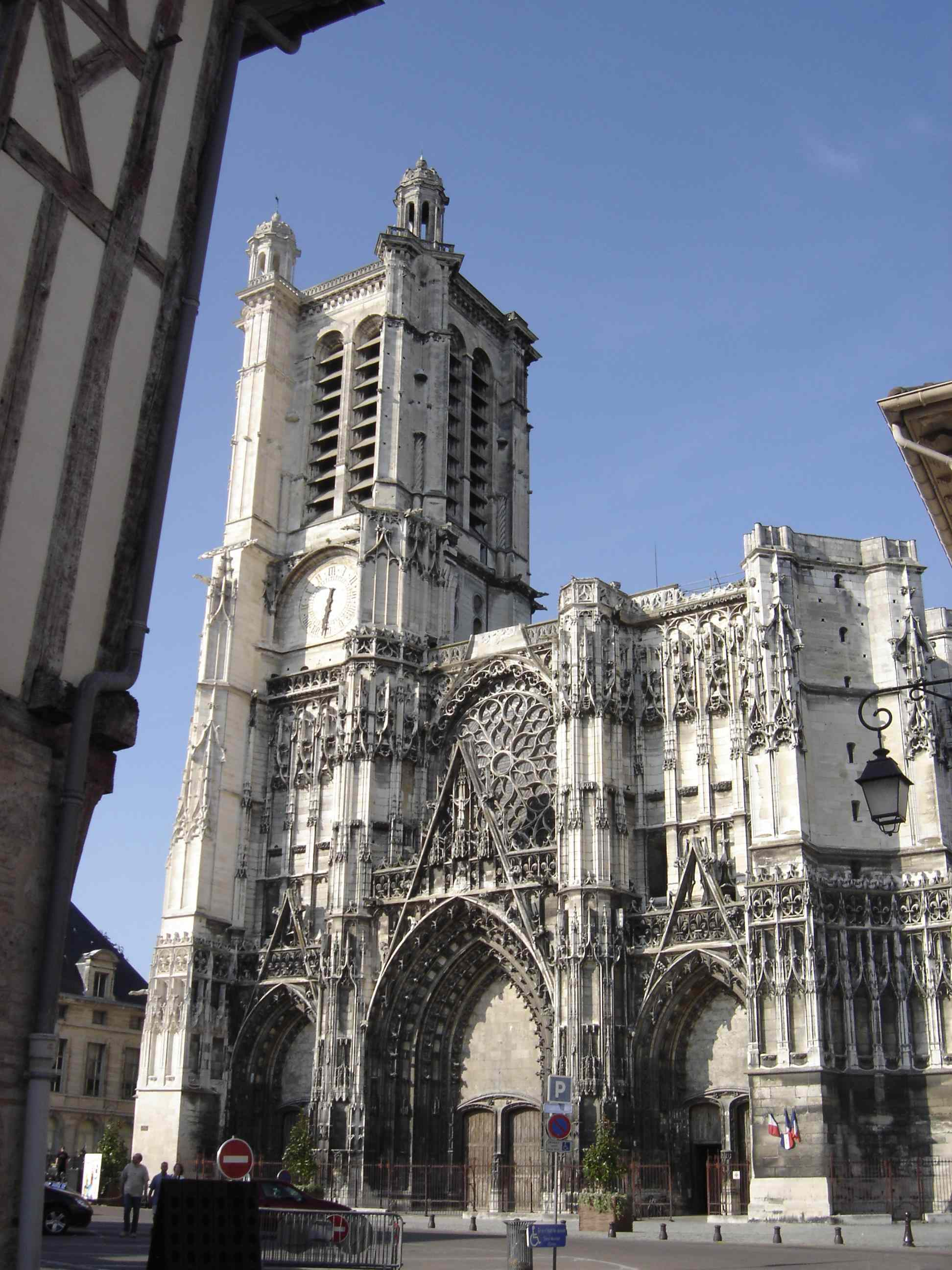
La Cathédrale Saint-Pierre et Saint-Paul,
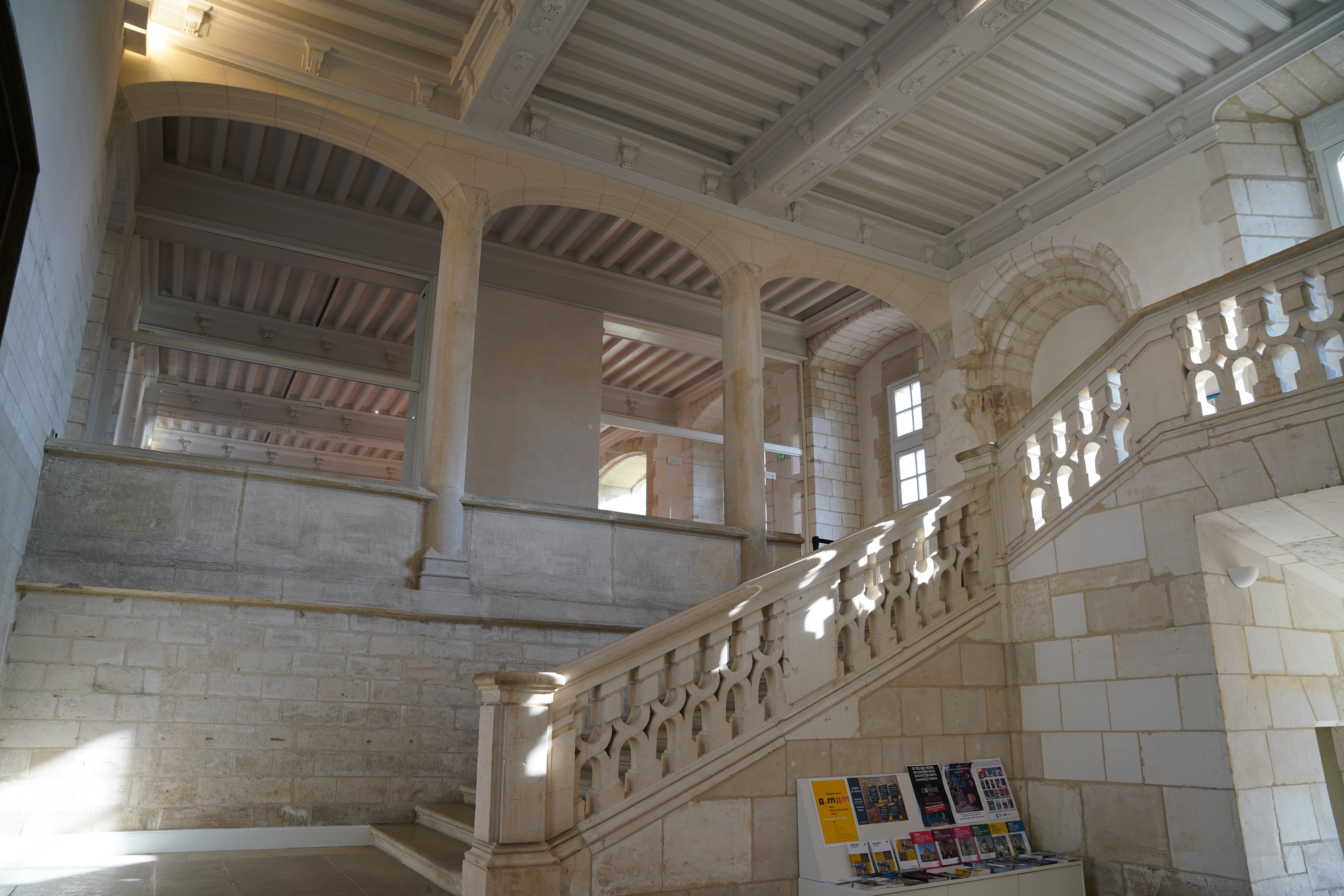
l'escalier du palais épiscopal
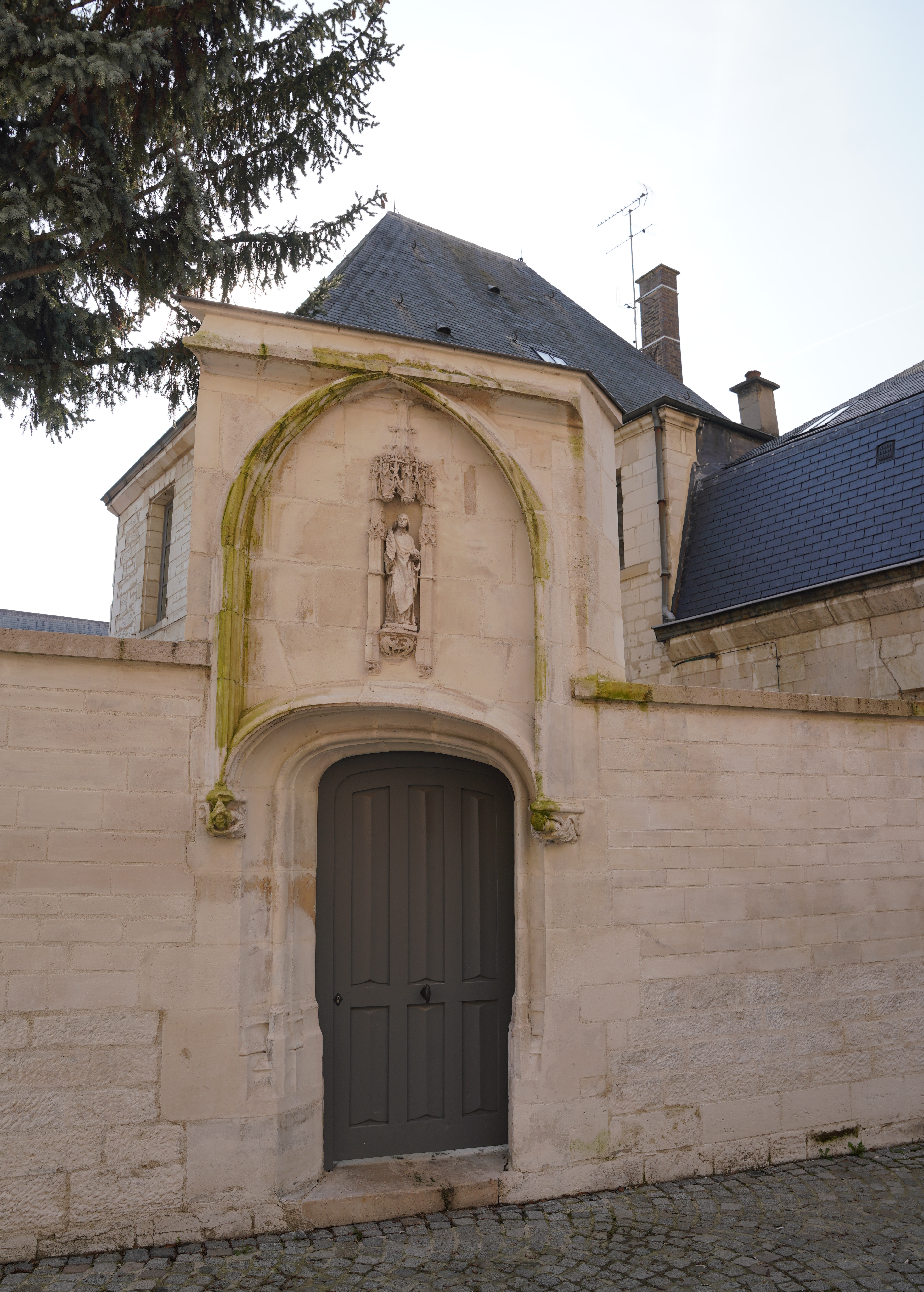
et sa porte biaise.

La cathédrale Saint-Pierre-et-Saint-Paul de Troyes, est construite du XIIIe siècle au XVIIe siècle et fait partie des importants monuments historiques de France depuis 1862. Il est le siège de évêché de Troyes. Son palais épiscopal accolé qui accueille le Musée d'Art moderne de Troyes.

### Basilique Saint-Urbain
Cette église gothique est construite du XIIIe siècle jusqu'au XXe siècle par le troyen Jacques Pantaléon, élu pape en 1261, sous le nom d'Urbain IV, sur des terrains où se trouvait l'échoppe de son père. Elle est gothique du XIIIe siècle avec une toiture en tuiles vernissées. Déclarée basilique en 1964, elle est classée monument historique en 1840.

### Église Notre-Dame des Trévois
Construction du début du XXe siècle en brique rouge, œuvre de Paul Louis Bellot.

### Église Saint-Nizier
Cette église, construite au XVIe siècle, doit son nom aux reliques de Saint-Nizier déposées au VIe siècle. De style gothique, elle possède de nombreux vitraux remarquables qui représentent le christ, la vie des saints, la légende des trois Marie, Notre-Dame des Douleurs ou le jugement dernier ainsi que trois sculptures datant du XVIe siècle et qui représente le Saint-Sépulcre, le Christ de pitié et la Vierge de Pitié. Classée monument historique en 1840.

### Abbaye Saint-Loup
Fondée au IXe siècle, elle avait été édifiée à l'écart de la ville et fut brulée par les Vikings en 887. L'abbaye a été fondée,,, comme beaucoup d'abbayes dans une villa gallo-romaine de l'époque, à proximité de l'ancienne ville romaine sur la Via Agrippa et à l'extérieur de l'ancienne ville gallo-romaine.
L'église abbatiale et les bâtiments, en grande partie reconstruits au XVIIe siècle, ont été détruits pendant la Révolution française.
Aujourd'hui, la bibliothèque municipale de Troyes est installée dans ce bâtiment ainsi que le musée des beaux-arts de Troyes. De nombreuses peintures et mobilier du XIVe au XIXe siècle y sont conservés.

### Église Sainte-Madeleine

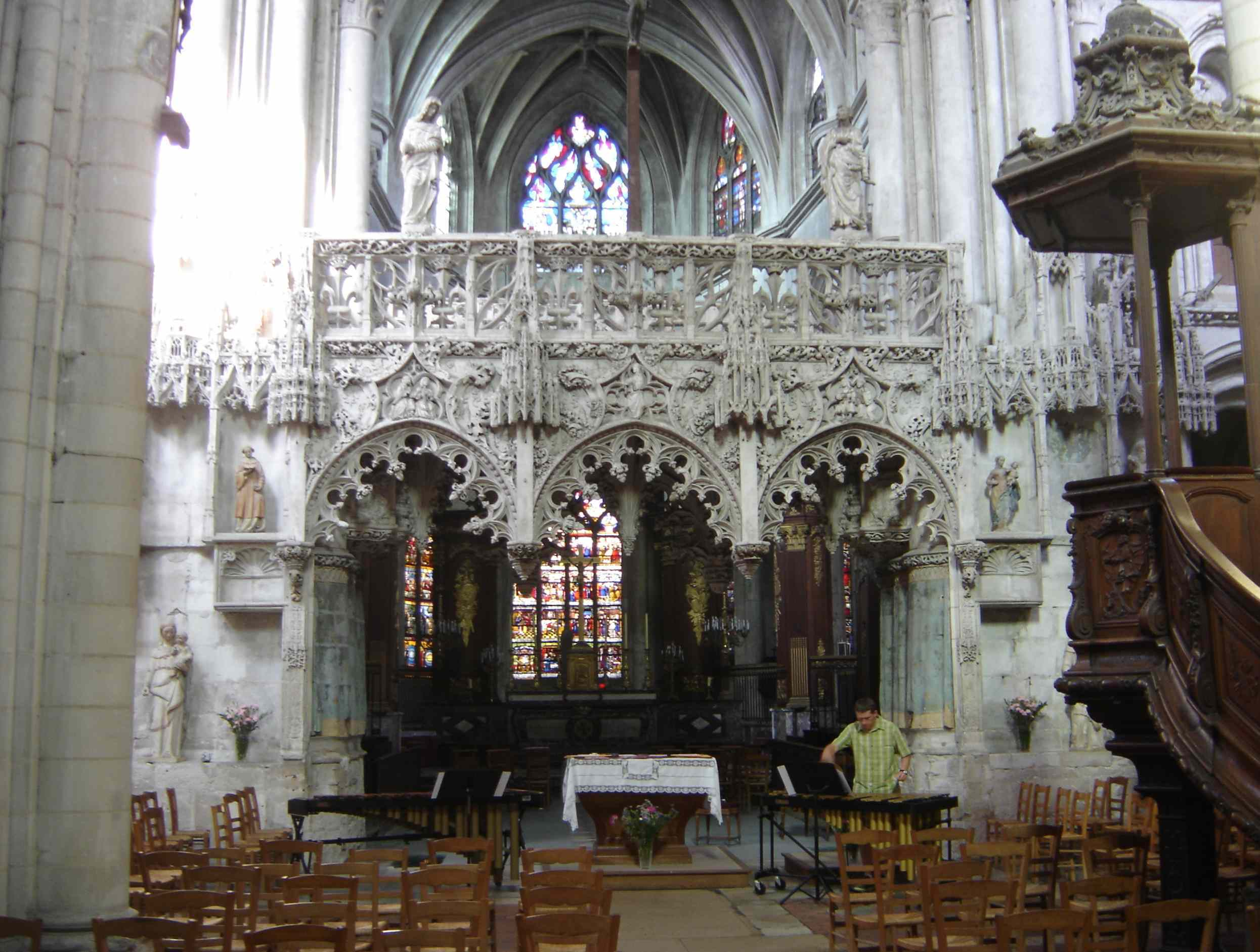
L'église Sainte-Madeleine

L'Église de la Madeleine de Troyes a été construite entre le XIIIe siècle et le XVIe siècle ce qui en fait la plus ancienne de Troyes. Elle est sculptée par Jean Guailde, avec une statue de Sainte-Marthe, et le remarquable vitrail de la Création (Quartier Saint-Jean). C'est une des rares églises de France à avoir conservé un jubé en pierre. Elle est classée monument historique en 1840.

### Église Saint-Jean-du-Marché
Cette église gothique a été bâtie au XIIIe siècle et reconstruite au XVIe siècle.
Elle y vécut un élément d'importance puisque c'est dans cette église que Henri V épouse Catherine de Valois, la fille de Charles VI et d'Isabeau de Bavière.
On y trouve dans cette église un retable de style italien, deux peintures de Pierre Mignard représentant le Baptême du Christ et le Père éternel (peintures datant du XVIIe siècle), des sculptures évoquant la Visitation et de la Mise au tombeau du Christ et des vitraux polychromes ou en grisaille du XVIe siècle. On y trouve également des œuvres de François Joseph Valtat, sculpteur troyen du XIXe siècle
L'Église Saint-Jean-du-Marché est classée parmi les monuments historiques en 1840.

### Église Saint-Nicolas
Ce bâtiment gothique est construit après le grand incendie de 1524 jusqu’à la fin du XVIe siècle.
Elle comporte une chapelle du calvaire en forme de tribune à laquelle on accède par un escalier monumental, deux sculptures de François Gentil : David et Isaïe et une statue de Sainte Agnès.
Le portail sud fut édifié entre 1551 et 1554 par Jean Falchot, maçon sur un plan de Dominique Florentin, la fontaine de vie, ensemble de statues, fut réalisée par François Gentil.

### Église Saint-Pantaléon de Troyes
Cette église a été reconstruite après le grand incendie de 1524. Elle comprend une importante série de grisailles et une soixantaine de statues datant du milieu du XVIe siècle ce qui en fait un véritable musée de la statuaire troyenne.

### Église Saint-Rémy
L'église Saint-Rémy possède un clocher tors d'une hauteur de 60 mètres, une horloge extérieure à une seule aiguille et un cadran solaire avec l'inscription latine « sicut umbra dies nostri super terram » « sur terre nos jours passent comme l'ombre ».

### Paroisse Saint-Martin-es-Vignes
Cette paroisse, détruite en 1590 pour des raisons militaires, a été reconstruite à partir de l’année 1593 jusqu’au XVIIe siècle. De style gothique et de l'époque de Louis XIV, elle est composée d'une série de statues du XVIe siècle ainsi que des remarquables vitraux du XVIIe siècle du maître-verrier troyen Linard Gonthier, et datant du début du XVIe siècle.

### Notre-Dame en l'Isle
Monastère fondé au début de XIIIe siècle sous le vocable de l'Annonciation de Notre-Dame, il dépendait du Val-des-Écoliers, un ordre de Saint-Augustin fondé par des professeurs de l'Université de Paris qui s'étaient établis dans le diocèse de Langres. L'évêque Hervé permettait la création de ce monastère dans un lieu nommé le Cul-Chaud. Ce site est hors les murs sur une terre entourée de bras de la Seine. Rattaché à l'évêché au XVIIIe siècle, les bâtiments actuels ont été construits et aménagés entre 1776 et 1781 par l'évêque de Troyes Barral. Les frères Lazaristes y ont aménagé le Grand Séminaire sur l'autorisation de Jacques Bégnine Bossuet évêque de Troyes. Le dernier prieur est Claude Pépin décédé en 1719. EN 1791, les lazaristes refusant de prêter serment à la Constitution civile du clergé doivent partir. Déclaré Bien national sous la Terreur, il sert de prison pour les Français puis pour les prisonniers de guerre. Après le Concordat de l'An IX le séminaire est devenu un baraquement de troupes. L'évêque tentait de reprendre possession de ce bien sur la base de ce Concordat ce que Mgr Boulogne ne réussit qu'en 1815. En 1876, Mgr Cortet appelait de nouveau les lazaristes pour tenir les séminaires mais ils sont de nouveau expulsé par la loi de 1901. En 1905, la Loi de séparation des Églises et de l'État conduit à l'affection des bâtiments à des associations laïques. Les livres sont déposés à la bibliothèque de la ville. Durant la première guerre, les locaux ont été transformés en hôpital militaire. En 1943, l'évêché rachète l'ensemble pour en faire à nouveau un séminaire mais par manque de vocations ceux-ci seront envoyés en formation à Reims en 1960. Le bâtiment est affecté à des associations diocésaines et à la communauté des Sœurs de la Congrégation Notre-Dame. Cet édifice rénové depuis peu est aujourd'hui une maison diocésaine.

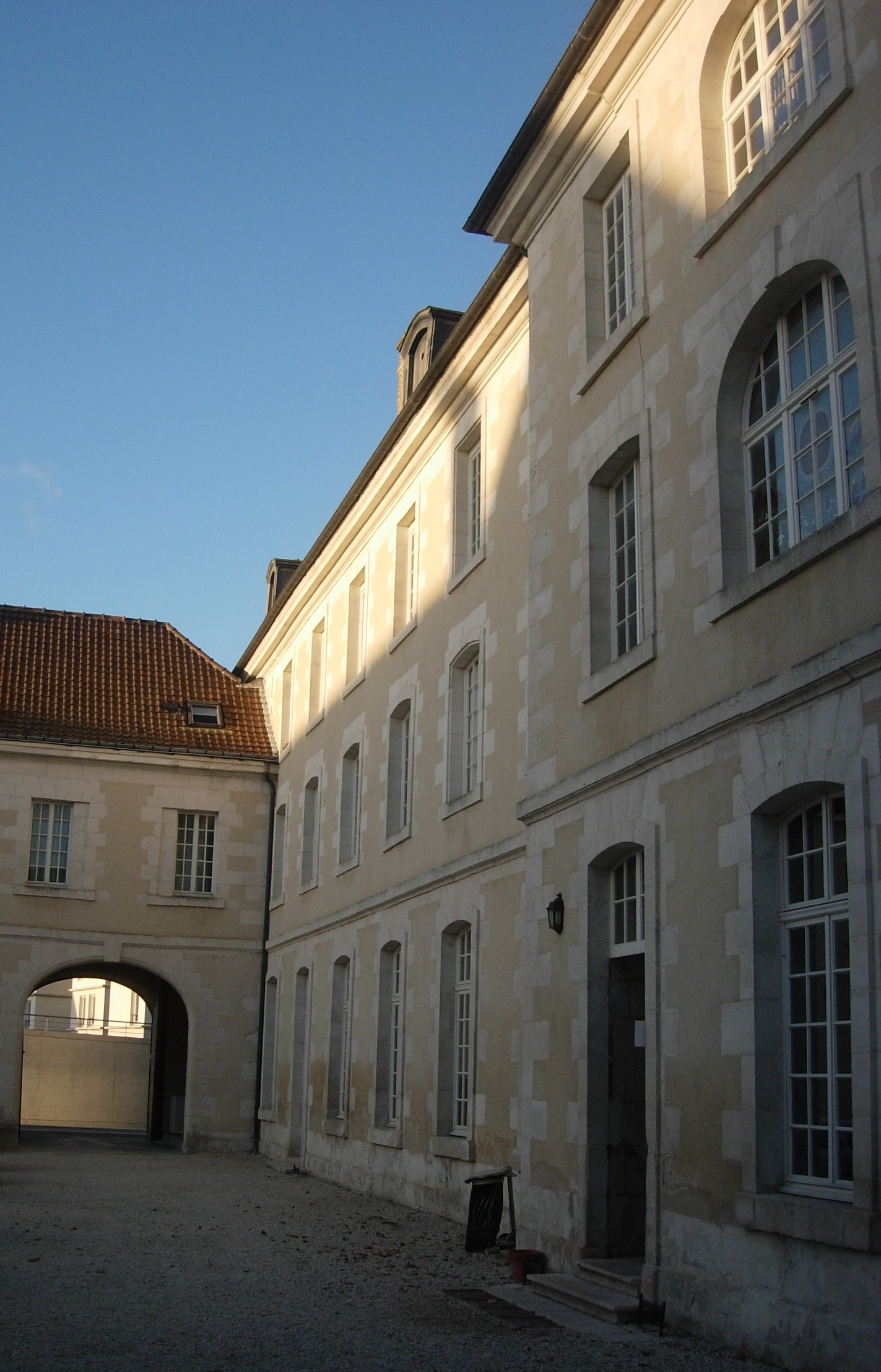
L'ancien Grand Séminaire de Troyes : Notre-Dame-en-l'Ile.
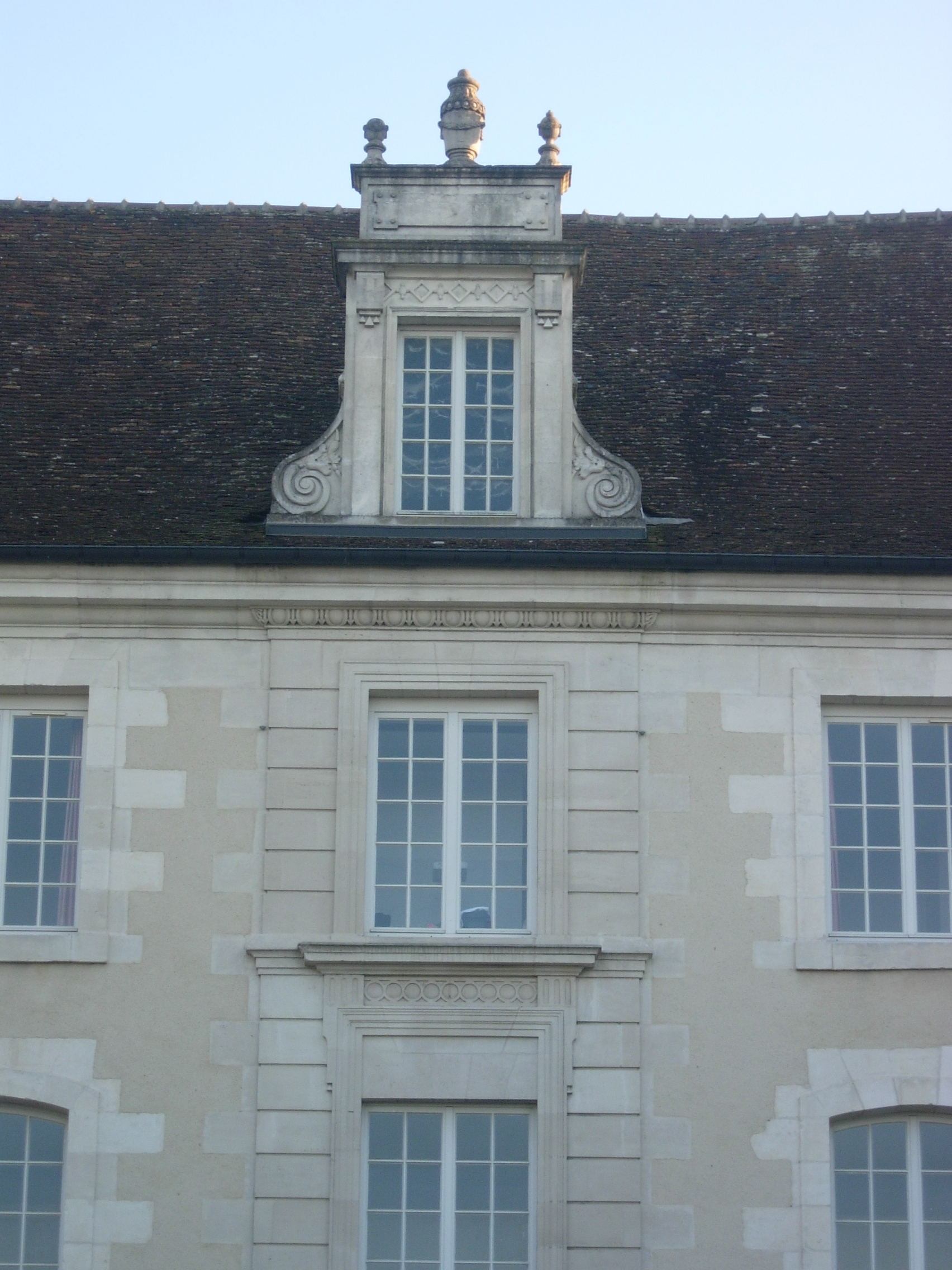
L'ancien Grand Séminaire de Troyes : Notre-Dame-en-l'Ile.
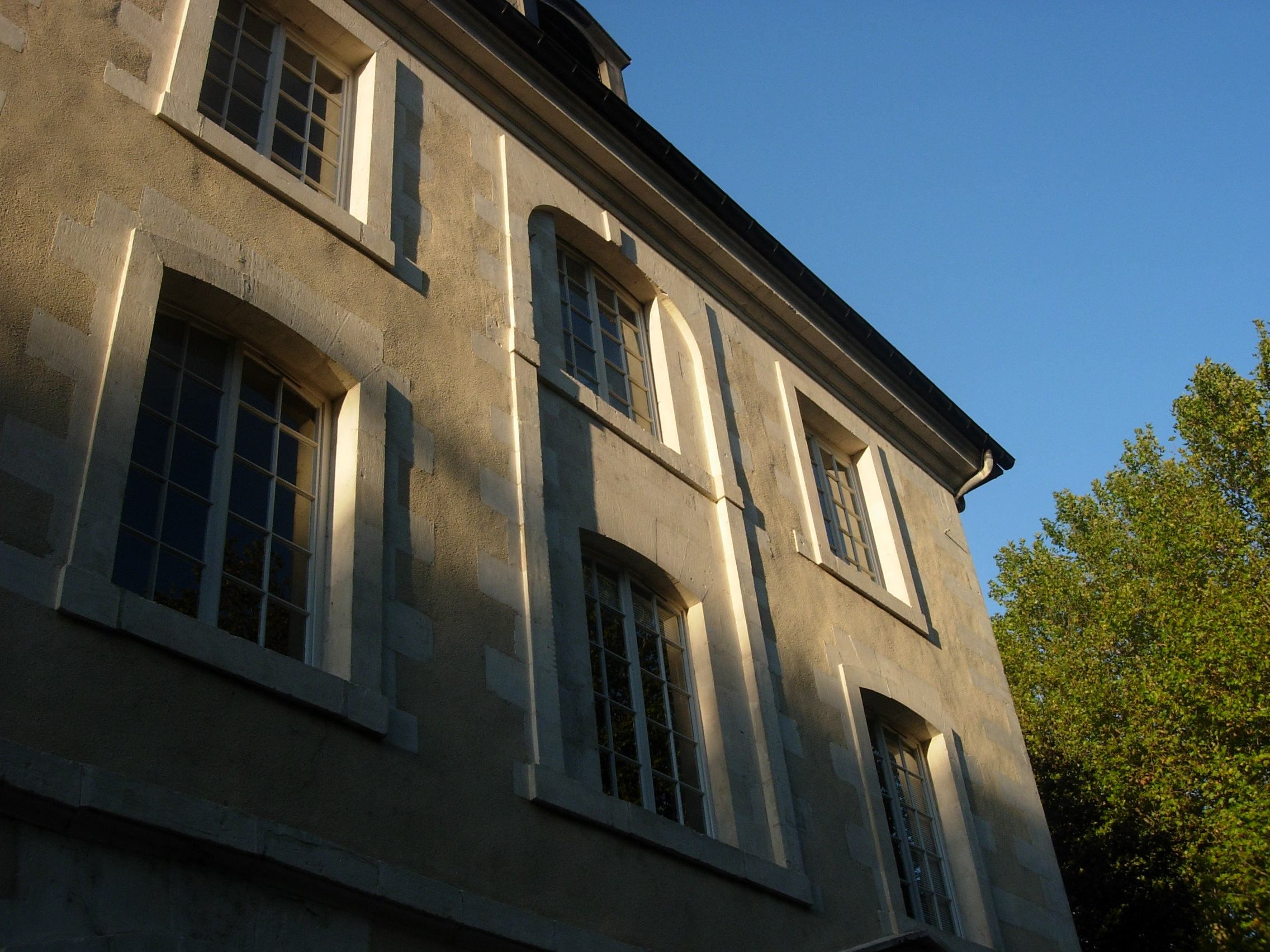
L'ancien Grand Séminaire de Troyes : Notre-Dame-en-l'Ile.
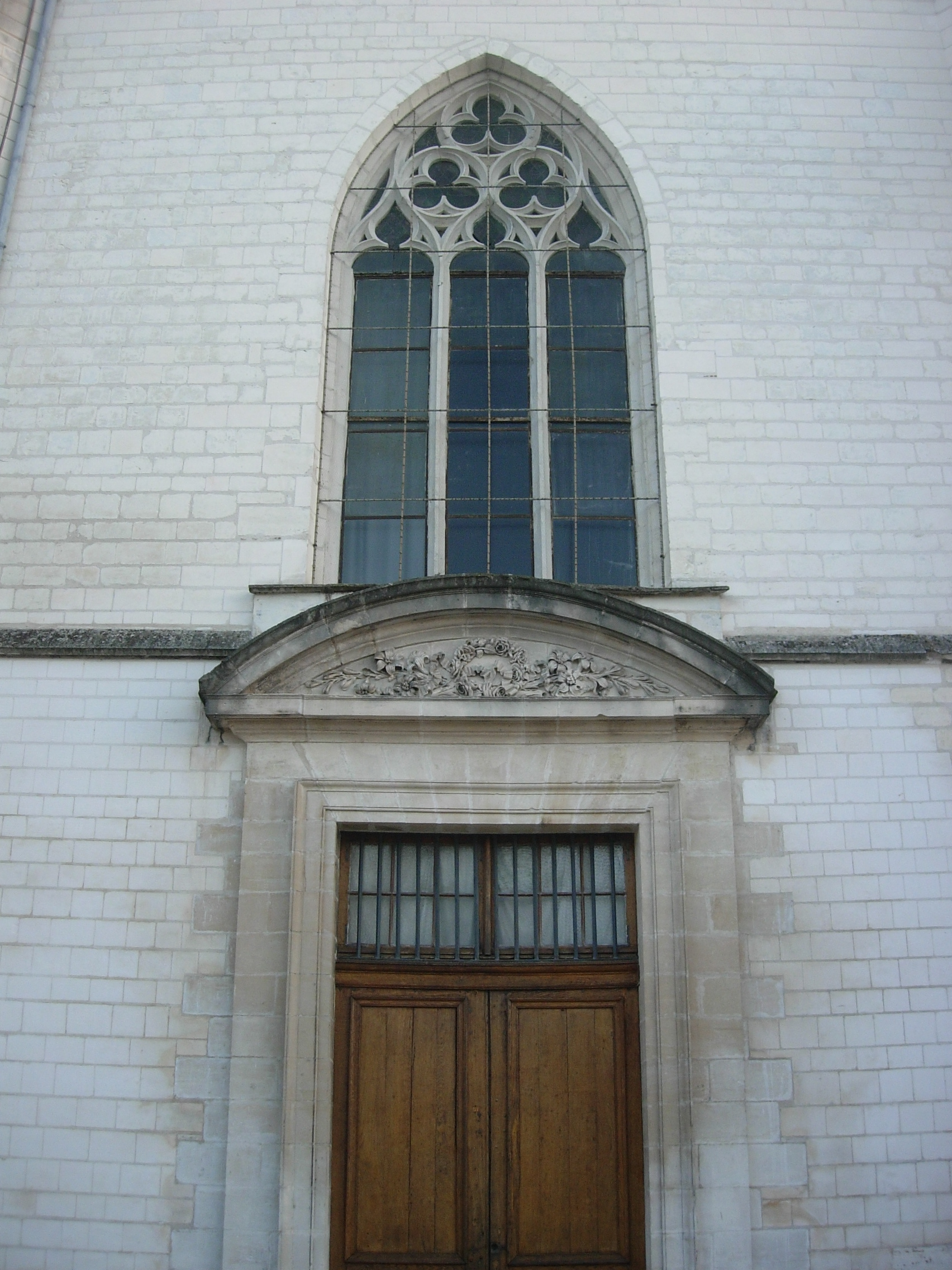
L'ancienne chapelle du Grand Séminaire de Troyes.

### Synagogue de Troyes

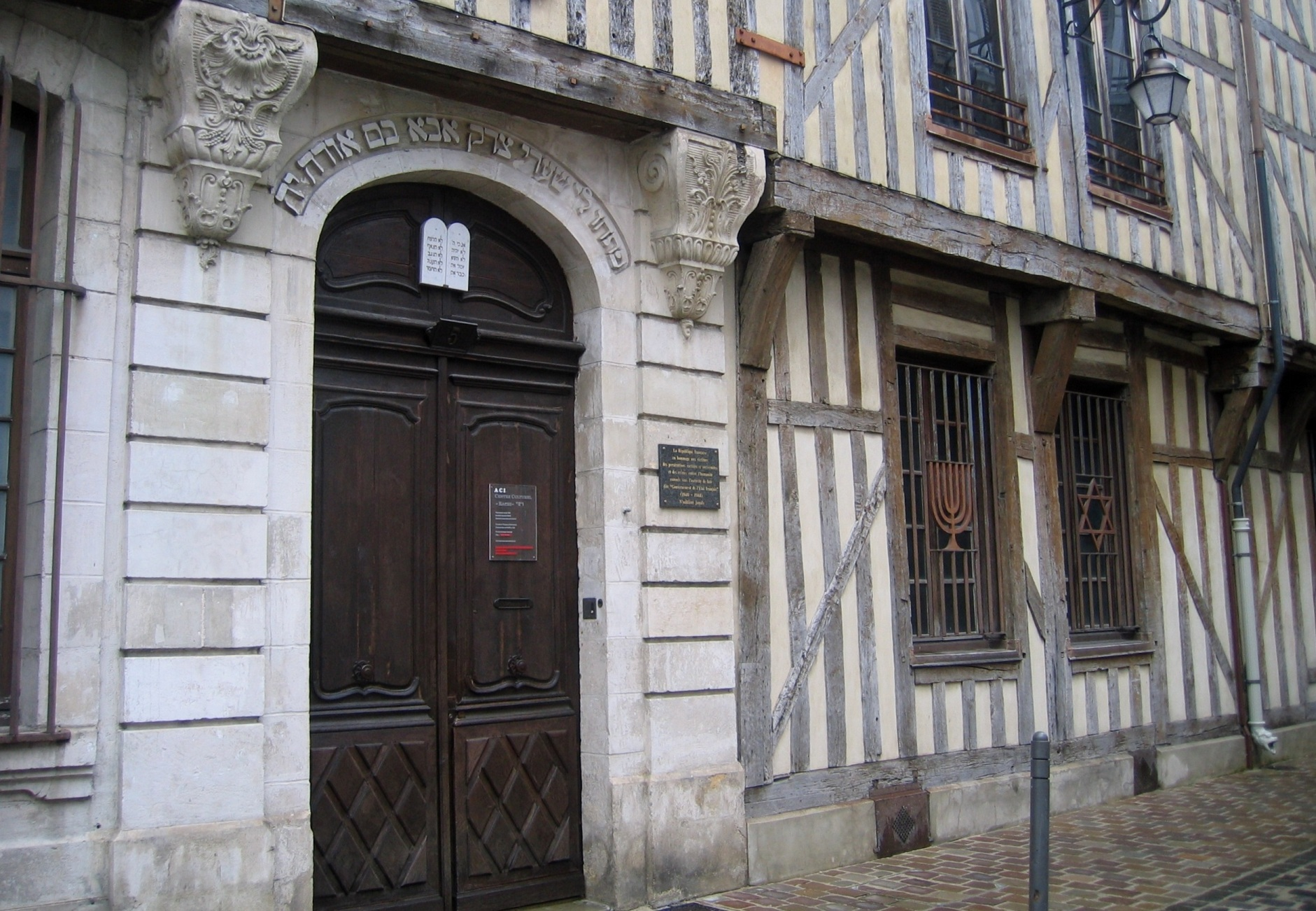
Synagogue de Troyes (en 2008).

La synagogue Rachi de Troyes est composée d'une maison à pans de bois du XVIe siècle et une autre maison datant lui du XVIIIe siècle (style Louis XV). C'est dans cette synagogue que Rabbi Salomon Ben Isaac créé une importante école juive de la réputation européenne. Le bâtiment est de style renaissance et fut restauré au XXe siècle.

## Rues et architectures remarquables

### Ruelle des chats

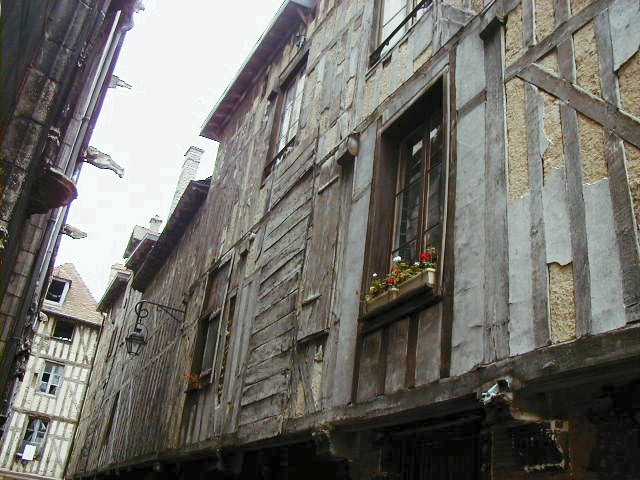
La ruelle des Chats

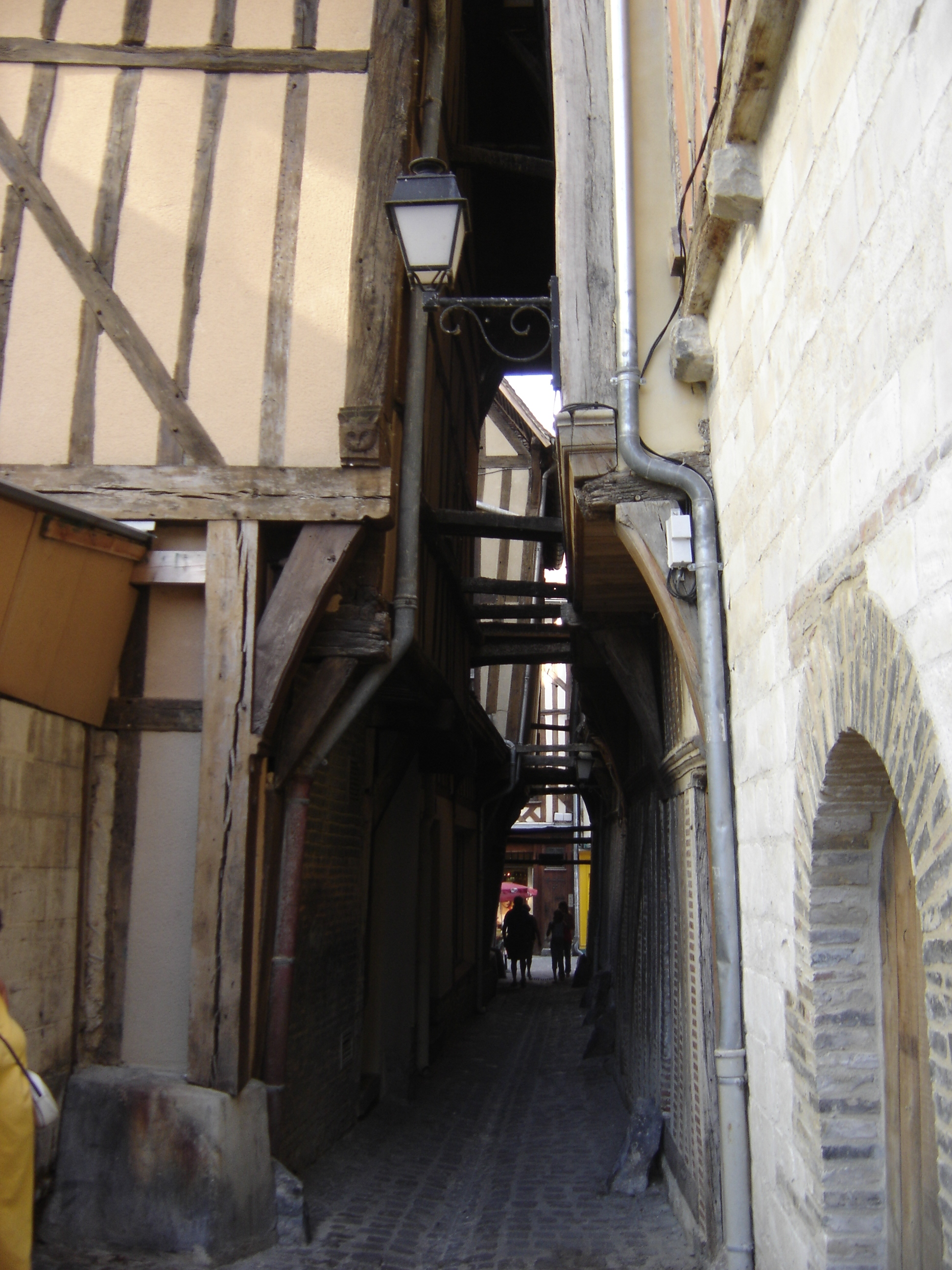
La ruelle des Chats

La ruelle des Chats très étroite donne une idée des rues médiévales se rétrécissant en hauteur. Les étages des maisons débordaient sur la rue pour augmenter leur surface. L'impôt était calculé sur la surface au sol. Cette ruelle devrait son nom au fait qu'un chat pourrait passer d'un côté à l'autre de la rue en passant par les toits.

### Rue Émile-Zola

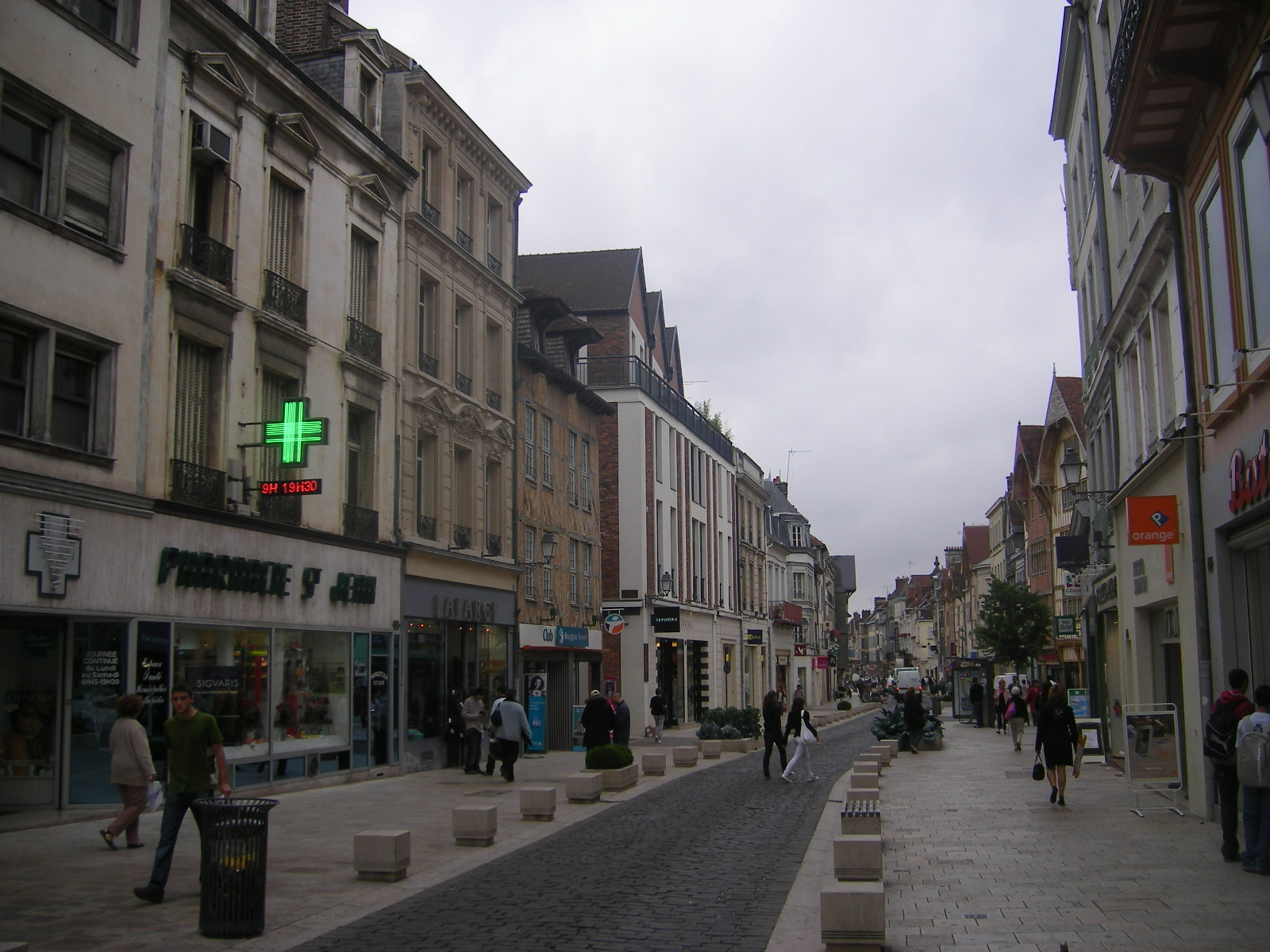
La rue Émile-Zola

La rue Émile-Zola est, depuis le Moyen Âge, l'artère commerçante la plus importante de Troyes. Elle est composée en partie d'un alignement de maisons à pans de bois colorés datant du XVIe siècle. Cette rue a été rénovée de 2003 à 2004.

### Architecture du «bouchon de champagne»
L'architecture du « bouchon de champagne » est dominée par des maisons à colombages des XVIe et XVIIe siècles, en cours de restauration depuis le début des années 1960. Par exemple, on trouve un ensemble de maisons à colombage rue Passerat. Certains toits et maisons sont couverts d'essentes, tuiles en châtaignier, bois réputé imputrescible.

### Kiosque à musique

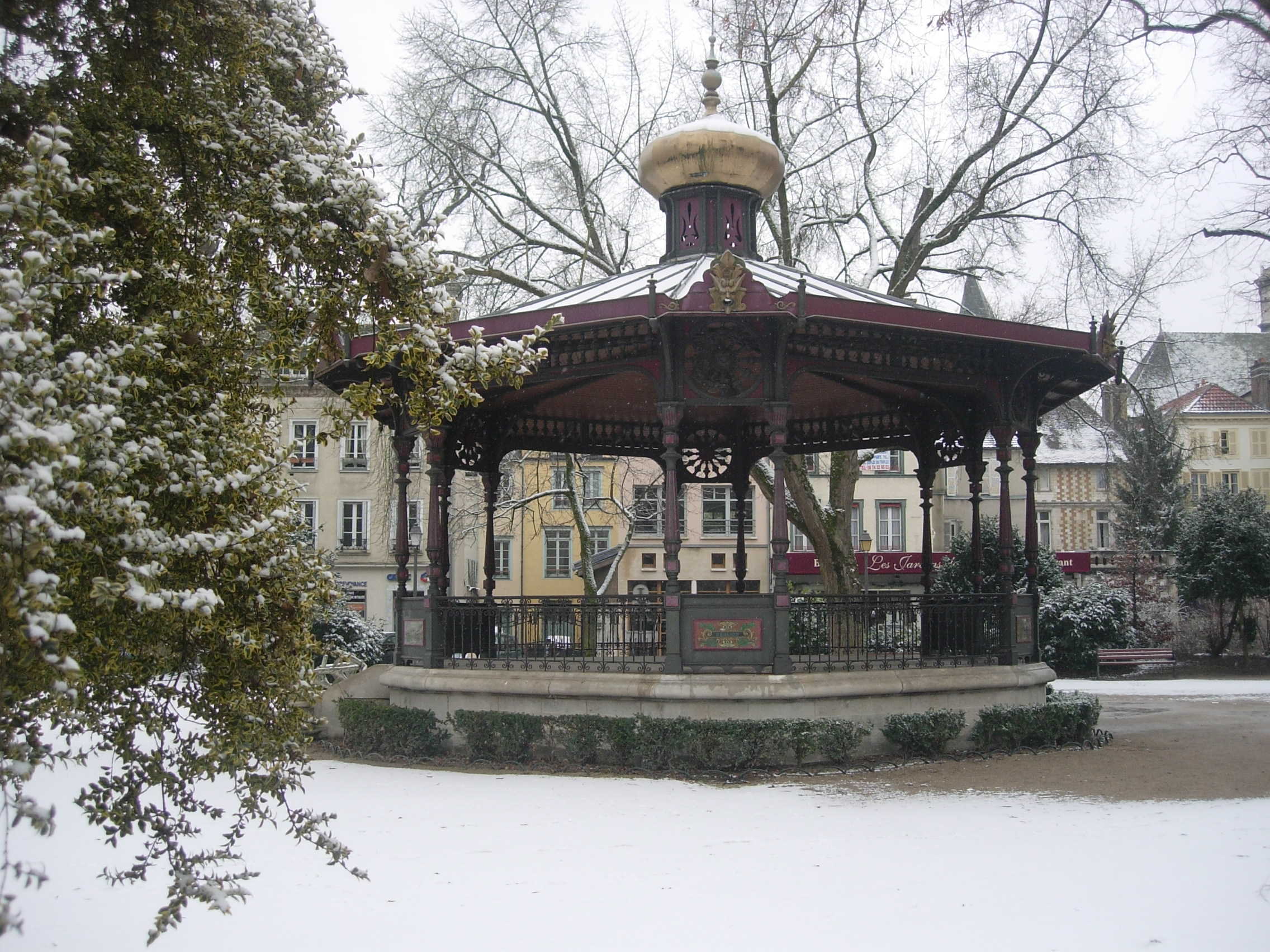
Kiosque à musique du jardin du Rocher en 2009

Un kiosque à musique fut créé en 1887 sur la place du jardin du Rocher (près du boulevard Gambetta). C'est l'architecte Vermot qui l’a conçu grâce à un legs de l’ouvrier  Jean-Baptiste Brissonnet. Il possède un toit hexagonal en zinc et un campanile en forme de bulbe doré. Il est protégé au titre des Monuments historiques et a été restauré en 1998.

### Théâtre de la Madeleine
Le Théâtre de la Madeleine est un théâtre à l'italienne de style baroque, construit boulevard Gambetta entre 1859 et 1861 en remplacement d'un vétuste théâtre de bois.
Les matériaux utilisés sont propres au style architectural troyen : bâti en pans de bois et torchis, habillé d'un plaquage en bois imitant la pierre. Sur la façade arrière, on observe une riche décoration : corne d'abondance, rinceaux, médaillons entourés de guirlandes de fruits. Un hall d'entrée en verrière a été ajouté dans les années 1970.

### Théâtre de Champagne
Se tient au cirque municipal de Troyes.

### Espace Argence
Aujourd’hui, l’Espace Argence est un ensemble culturel de 6 000 m², au cœur du Bouchon de Champagne et proche des gares ferroviaire et routière, composé d’une grande salle modulable de 1600 m² et de 24 salles de commissions adjacentes.

### Monument aux Morts
- Le monument aux Enfants de l'Aube morts à la guerre de 1870-1871, devant la gare. Le socle est ceinturé d'un haut-relief en bronze par Désiré Briden (1850-1936), le groupe au sommet est sculpté par Alfred Boucher (1850-1934).

### Les Halles

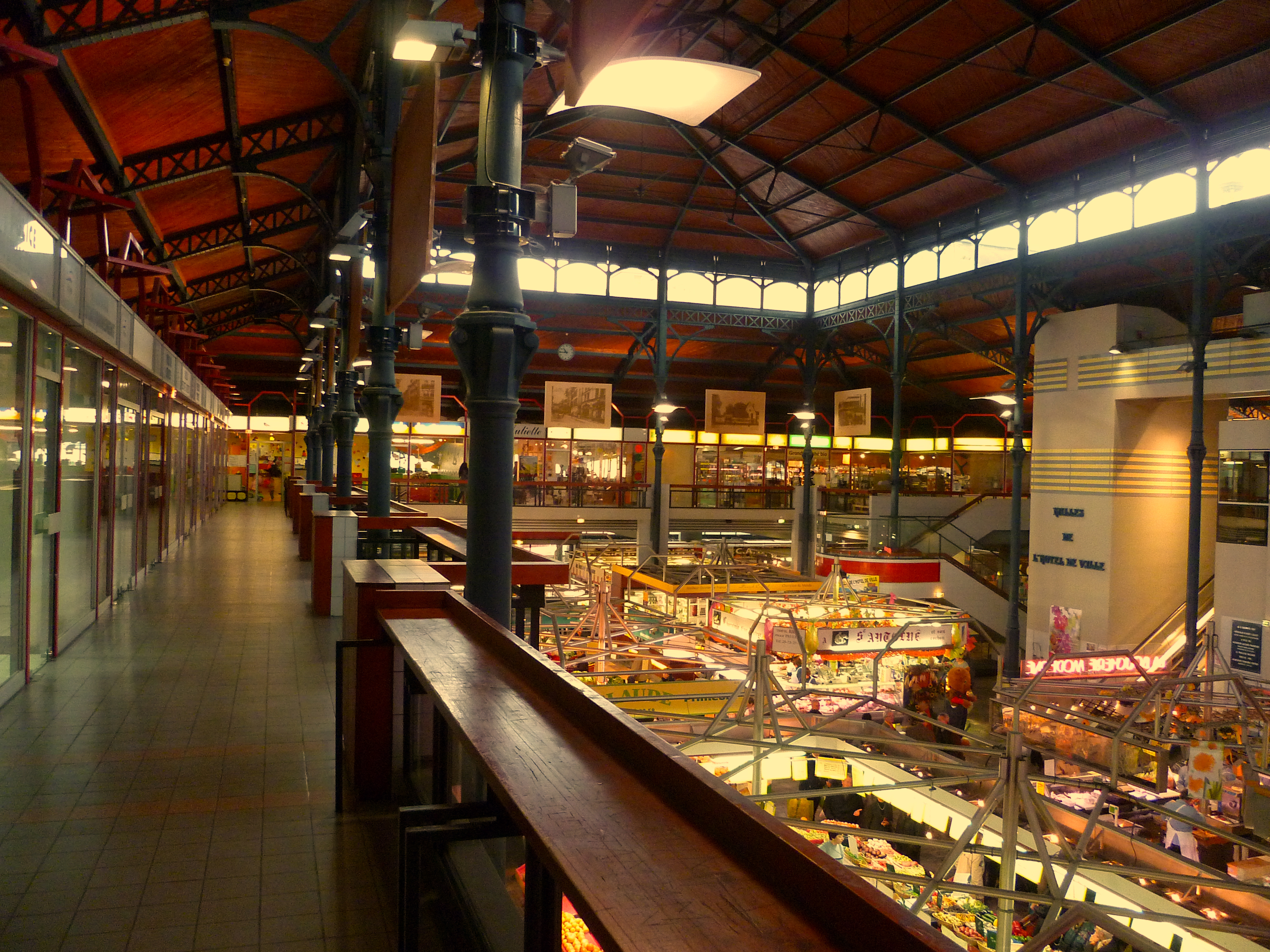
L'intérieur des halles.

Le marché central des Halles — ou marché Saint-Rémy — est édifié à l'emplacement du collège Pithou — démoli au cours de l'année 1862. Le bâtiment est finalisé en  1867. Il s'inspire alors des Halles de Paris dues à Victor Baltard. Edmond Bailly poursuivra les travaux en 1870 durant quatre années. Les Halles ont finalement été inaugurées le 1er mars 1874 et rénovées entre 1985 et 1987. Aujourd'hui, le marché des Halles se compose de 35 commerçants.

### Villa Viardot
La villa Viardot, située boulevard Gambetta, a été construite en 1908 dans le style Art nouveau.

### Cour Doué
Entre la Place Jean Jaurès (Troyes) et la rue Dominique.

### Puits
Un ensemble de puits sont encore visible dans les rues de Troyes.

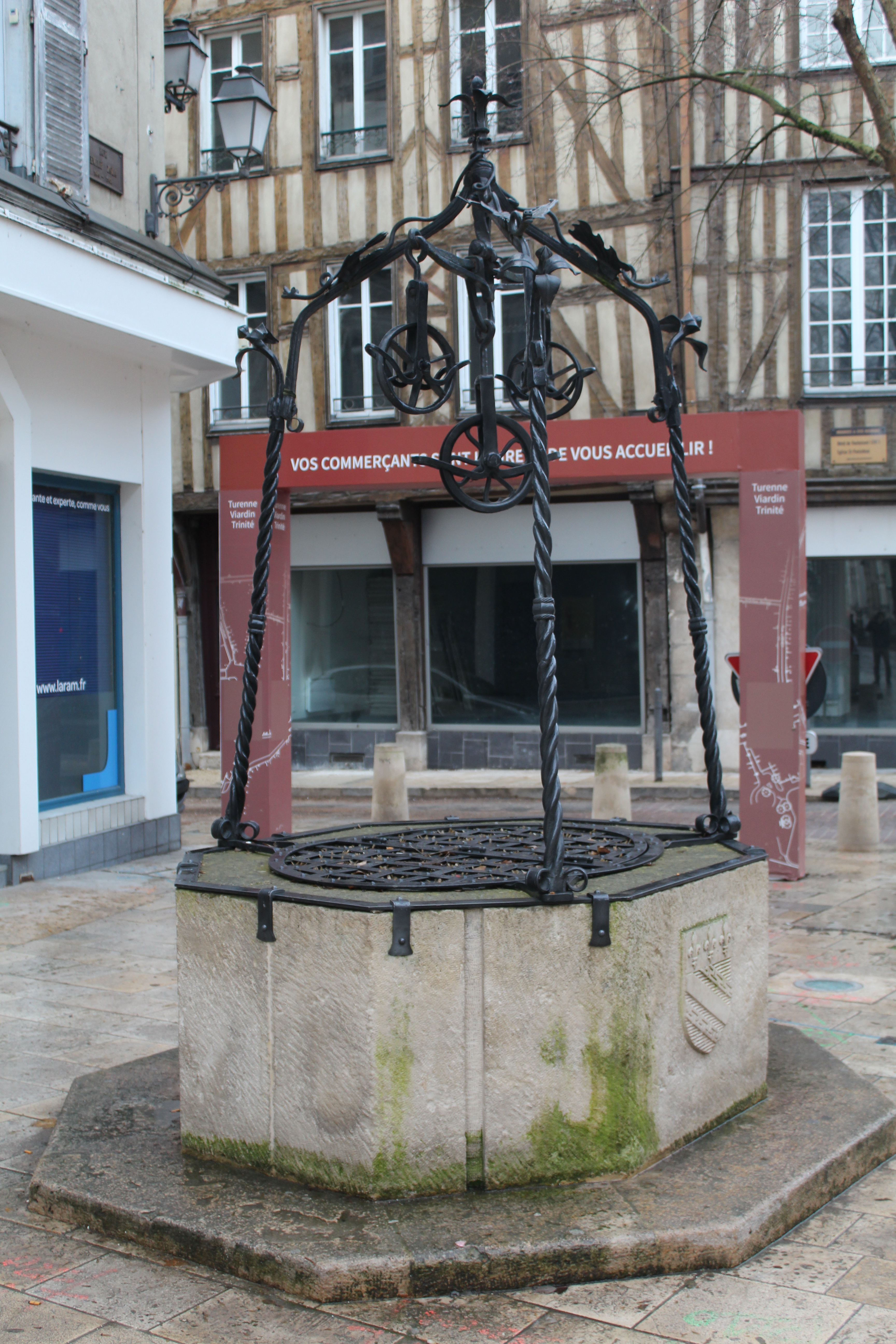
Marché aux oignons,
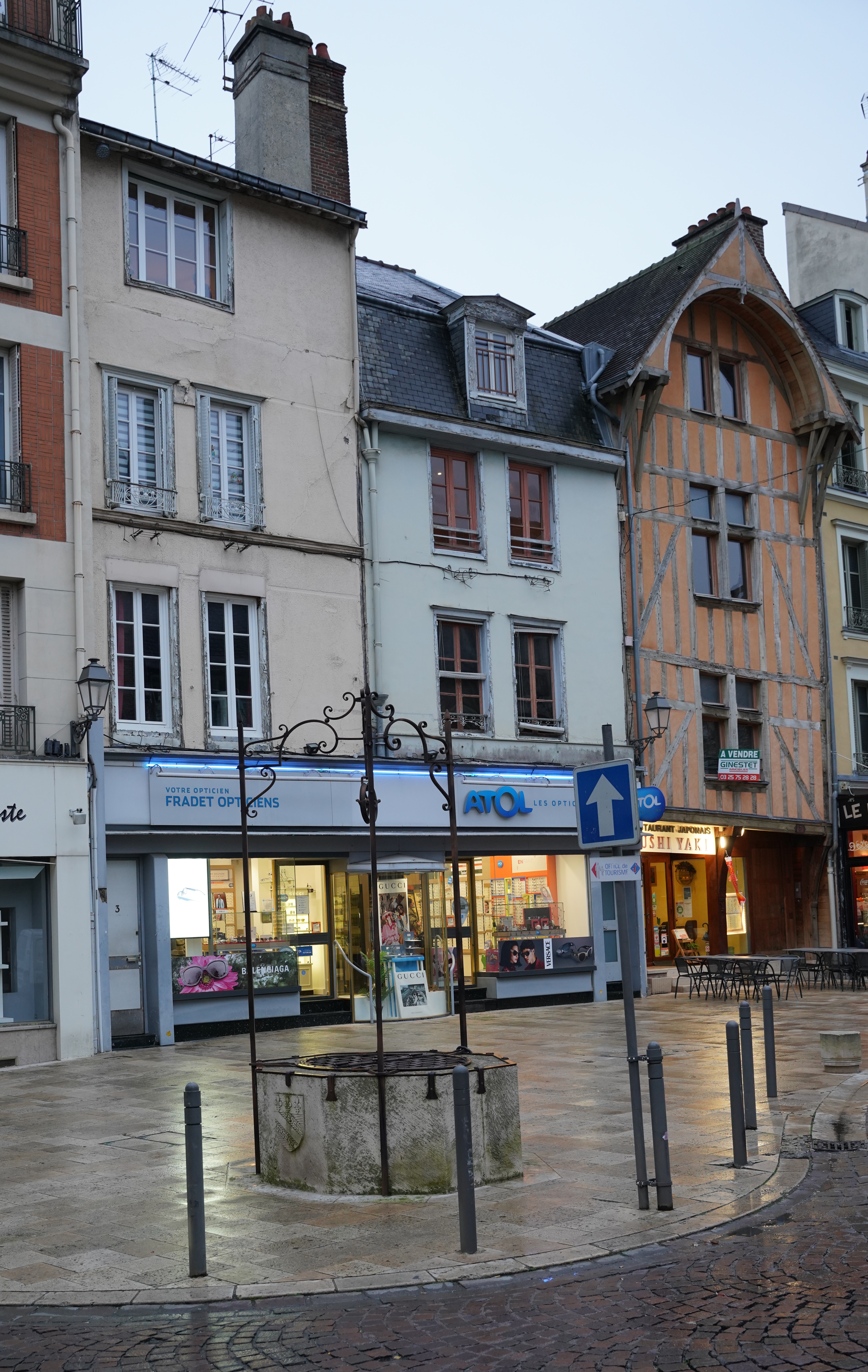
rue de la Monnaie,
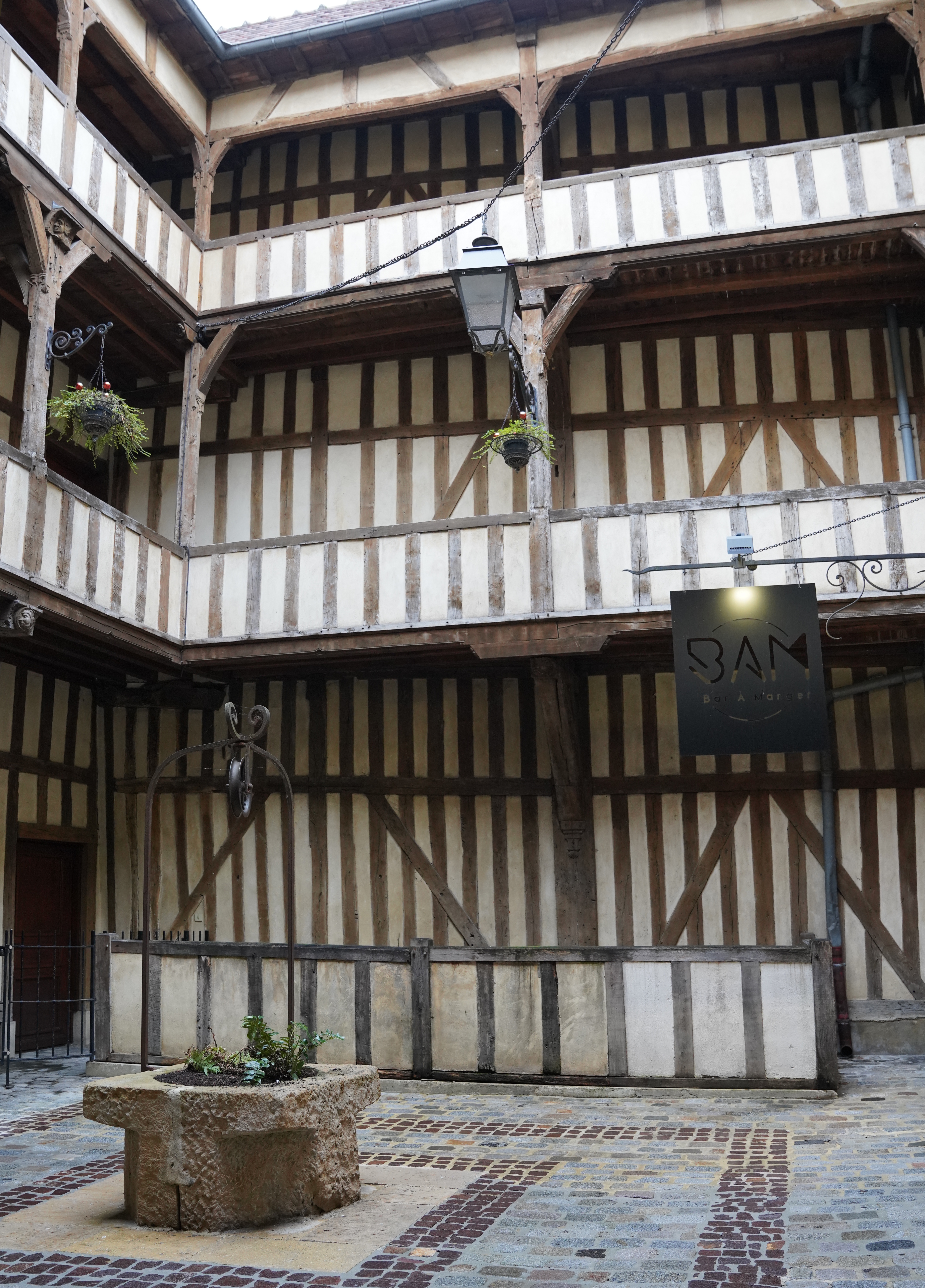
cour du mortier d'or,
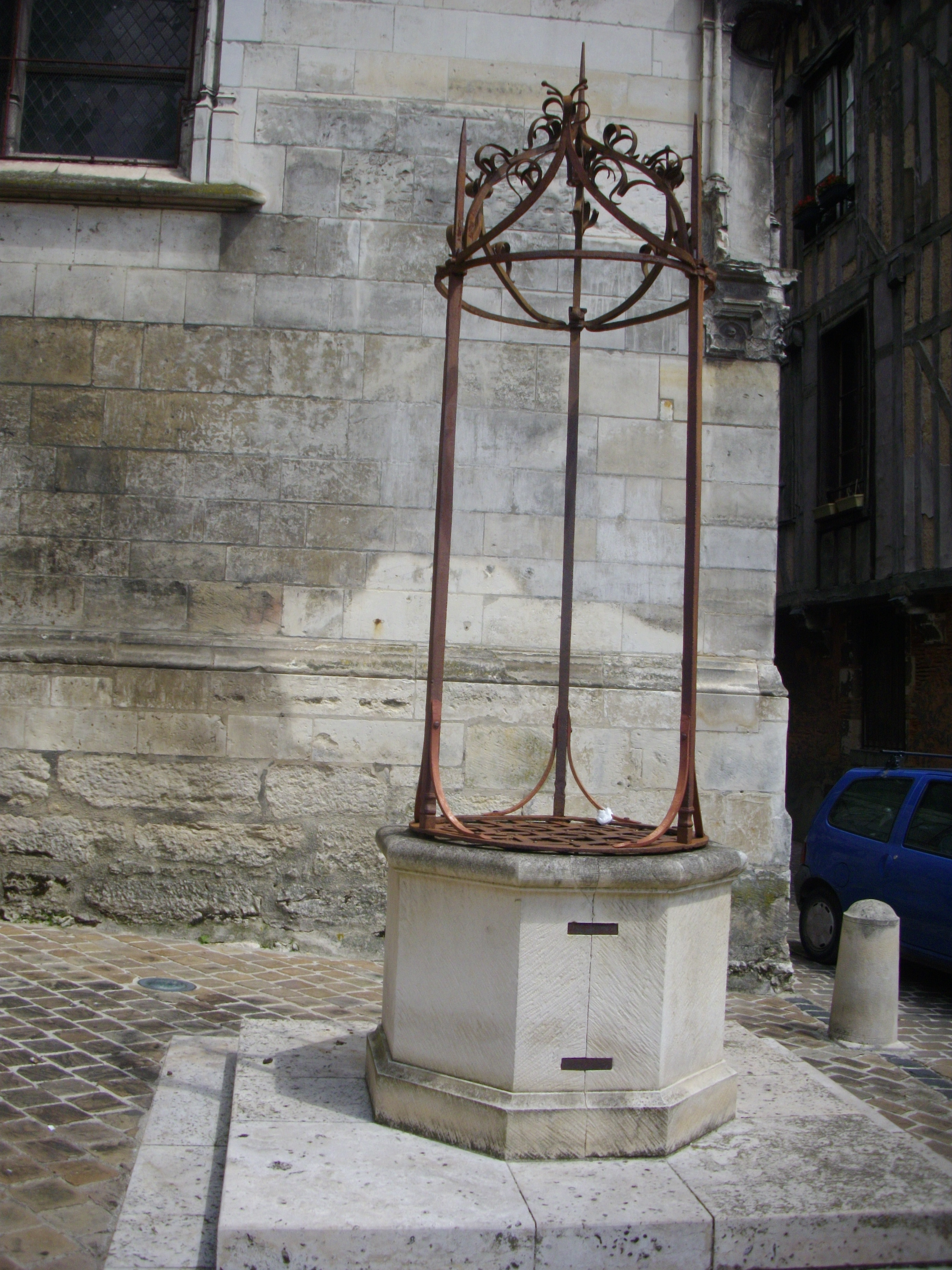
devant l'église st-Pantaléon,
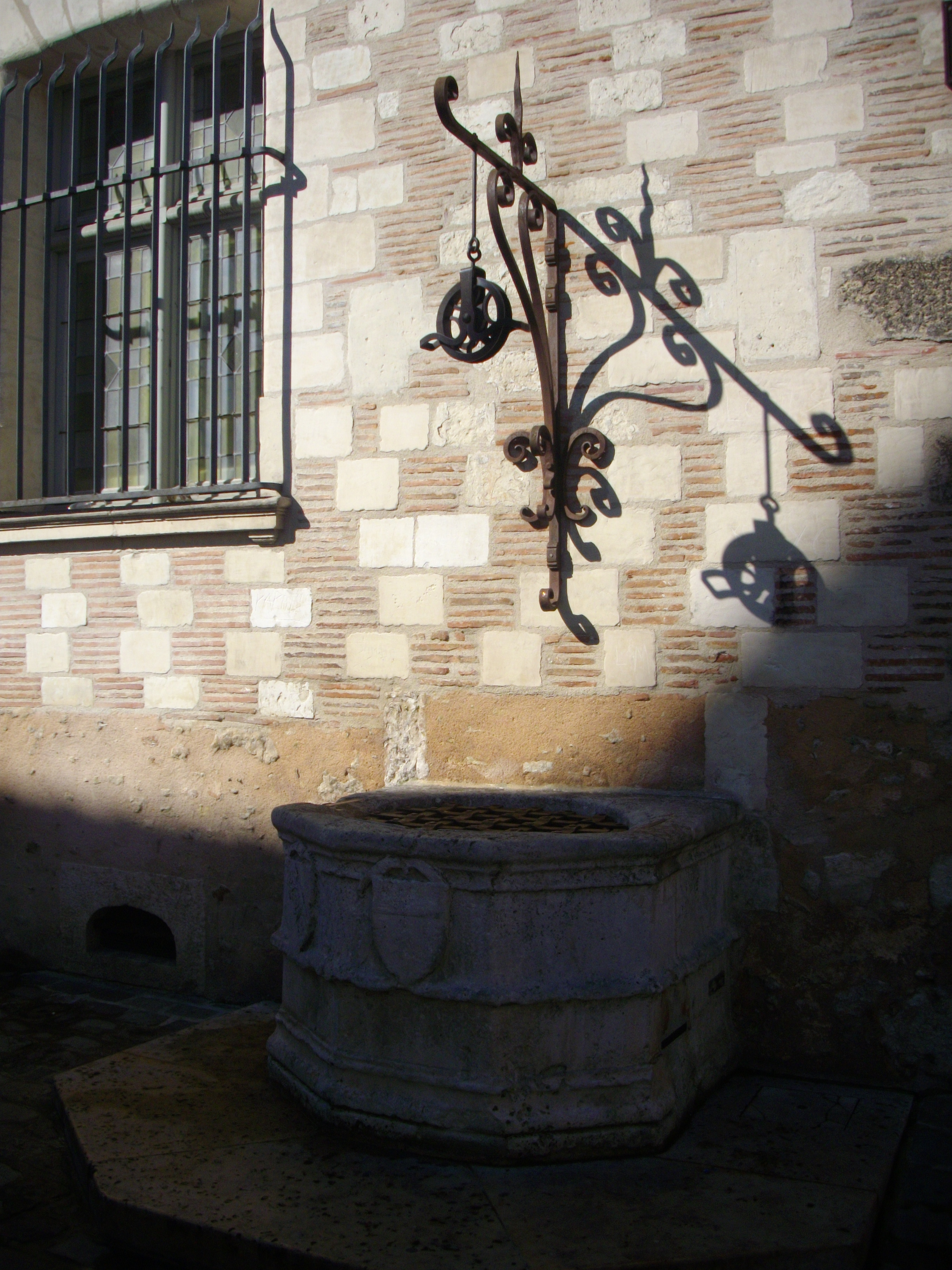
hôtel du Moïse,
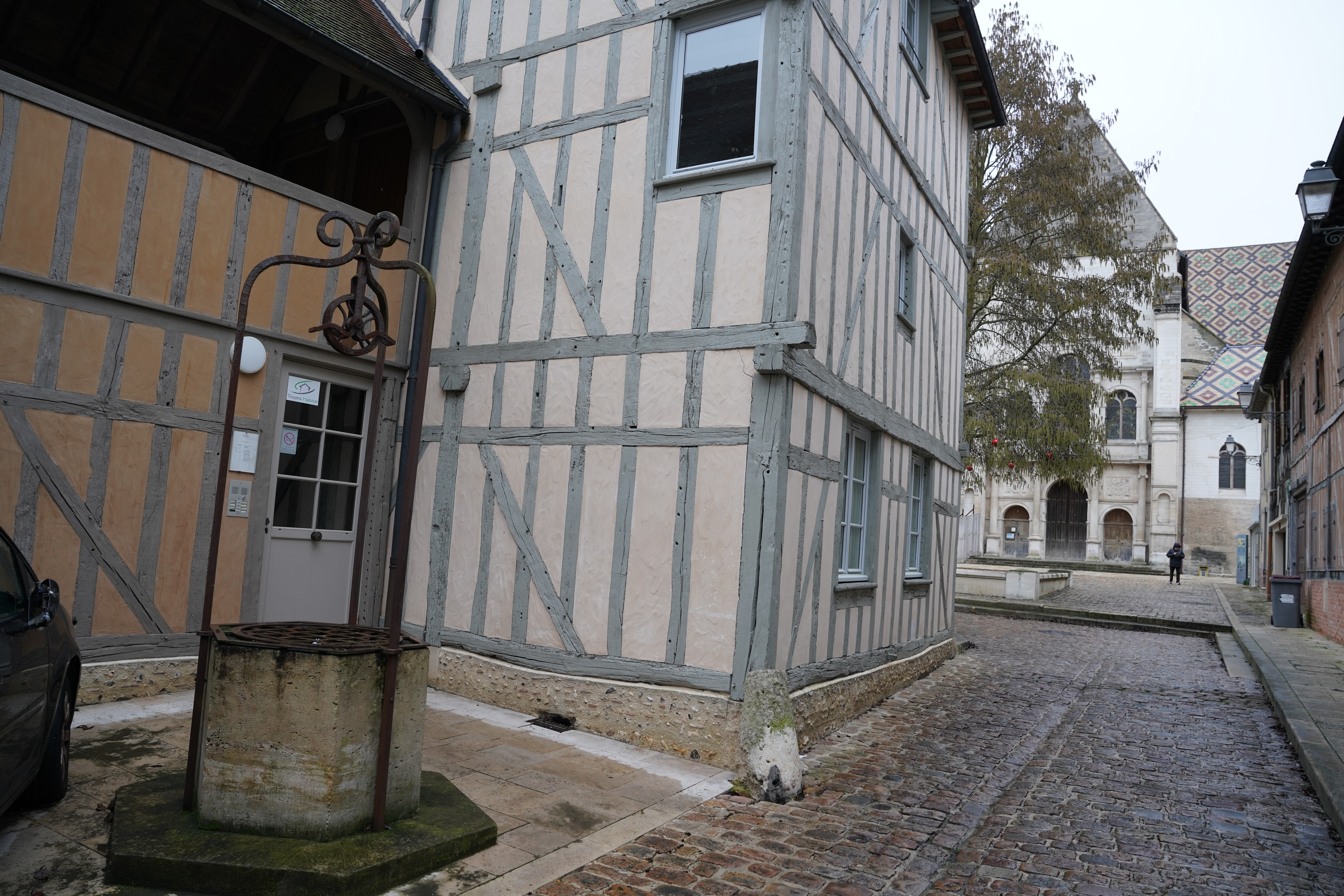
rue Mérat.